# 2015年11月巴黎袭击案
2015年11月巴黎襲擊案（法語：Attentats du 13 novembre 2015 en Île-de-France）是2015年11月13日與14日凌晨發生於法國巴黎及其北郊圣但尼的連續恐怖袭擊事件。袭击事件共造成來自26個國家的127人當場遇难，3人到院後不治身亡，80－99人重伤，368人受伤。其中巴塔克兰剧院的观众被恐怖分子挟持为人质，造成89人死亡。另外案發當時有7名袭击者拒捕並以炸彈自殺，法国政府隨後继续開展追查帮凶的行動。
袭击事件始于欧洲中部时间11月13日21时20分，3名自杀式炸弹袭击者袭击了位于圣但尼的法兰西体育场附近，随后巴黎的咖啡馆、餐馆及音乐场所发生自杀式炸弹袭击和大规模枪击。恐怖組織伊斯蘭國（IS）宣布对此事件负责，并称这是为了报复法国在叙利亚和伊拉克对IS目标的空袭。法国时任总统弗朗索瓦·奥朗德称这次袭击是IS组织策划于叙利亚、组织于比利时并与其法国同谋实施的战争行为。
为应对恐怖袭击，奥朗德宣布法国全国进入紧急状态，并实施临时边境管控。11月15日，法国对叙利亚境内的伊斯兰国据点拉卡发动空袭，此为夏马风行动史上最大的一次行动。11月18日，恐怖袭击主谋阿卜杜勒-哈米德·阿巴乌德与其他至少两名嫌犯在警方的圣但尼突袭中死亡。
继2015年1月造成17人死亡的法兰西岛袭击事件后，法国一直处于高度戒备状态。11月的袭击是法国自二战以来最严重的恐怖袭击事件，也是欧盟自2004年马德里三一一连环爆炸案以来最严重的恐怖袭击事件。2022年6月29日，法國巴黎司法宮特別法庭針對2015年參與者做出判決，20名被告均被判有罪。

## 背景
2014年9月14日，法国开始介入叙利亚內戰，并发起了一系列军事行动，其中知名的有夏马风行动。此外，法國也參與美國為首對恐怖組織伊斯蘭國的空襲行動。2015年10月法国第一次成为叙利亚圣战者的打击目标。2015年11月，法国更宣佈將部署戴高樂號航空母艦打擊伊斯蘭國。
巴黎曾于2015年1月7日發生由激進派穆斯林發動的查理周刊总部枪击案，造成12死11伤，該槍擊案案發地正位于此次主要案發地之一的巴黎第11區。彼時法兰西岛和皮卡第的威胁级别曾提升至最高戒备状态。此外在2015年2月還曾發生對猶太中心的襲擊，2015年6月在里昂附近的砍頭事件，以及2015年8月的大力士高速列車槍擊案。在此次襲擊一周前，法國為應對即將在11月末至12月初舉行的2015年聯合國氣候變化大會加强安保措施，如恢復邊境檢查。10月底，一架俄國自埃及出發的客機遭到炸毀。土耳其、伊拉克和以色列的情報機構在襲擊前曾警告法國本土將遭到襲擊，但法國當局并未作出回應。
此次巴黎恐怖襲擊發生于伊斯蘭曆色法爾月的第一天。伊斯蘭國曾將其比喻作“غزوة”（Ghazwa），意為“打擊異教徒的義舉”，以削弱和瓦解異教徒的攻擊，并最終征服和奴役敵人。

## 恐怖袭击
- 21:16 – 法兰西体育场（Stade de France）附近发生第一次自杀式爆炸袭击。[12]
- 21:20 – 法兰西体育场发生第二次自杀式爆炸袭击。[12]
- 21:25 – 毕查街（rue Bichat）发生枪击。[12]
- 21:32 – 国王喷泉街（rue de la Fontaine-au-Roi）发生枪击。[12]
- 21:36 – 夏洪街（rue de Charonne）发生枪击。[12]
- 21:40 – 伏尔泰大道（boulevard Voltaire）发生自杀式爆炸袭击。[12]
- 21:40 – 四名男子进入巴塔克兰剧院并开始射击。[12]
- 21:53 – 法兰西体育场发生第三次自杀式爆炸袭击。[12]
- 22:00 – 巴塔克兰剧院观众被挟持为人质。[35]

11月14日：
- 00:20 – 安全部队进入巴塔克兰剧院。[12]
- 00:58 – 警方结束对巴塔克兰剧院的包围。[35]

目前已知襲擊可能有8个枪手参与，分別襲擊了巴黎第11區的巴塔克蘭劇院以及位于巴黎北郊聖丹尼的法蘭西體育場等處。一間餐館“小柬埔寨”也遭到襲擊，報導指槍手以步槍掃射，造成多人死傷，地點就在一月發生槍擊案的《查理周刊》辦公室附近。在巴黎市區一些主要街道也發生了槍擊和爆炸。三次自殺式爆炸襲擊發生于法蘭西體育場附近，一次則發生于伏爾泰大道。襲擊巴塔克蘭劇院的4名襲擊者也在警方攻堅前後引爆身上的炸彈。法国电视台BFM TV报道，其中一个枪手高喊“这是为了叙利亚”和伊斯蘭大讚辭「真主至大」（Allahu Akbar），也有被拘捕的疑犯对着警方叫嚣称：“我来自ISIS”。
事發後法國當局在巴黎緊急部署1500名士兵、1000名警員負責維安。此外，還有450名巴黎消防隊員、與280名鄰近地區的消防員進入緊急待命。8名死亡的袭击者中7人身上捆绑TATP炸药自行引爆而死。其中4名在巴塔克兰剧场（Bataclan）身亡（3人引爆背心内的自杀炸弹，1人遭警方击毙。）在国家体育场附近死亡3人，第8人死于巴黎东部街头。警方目前正在調查有無共犯。

### 法蘭西體育場周邊爆炸
當晚位于巴黎北郊聖丹尼的法蘭西體育場（Stade de France）附近共發生了3次自殺式炸彈襲擊，分別發生于21:20、21:30和21:53，導致包括3名襲擊者在内的4人死亡。當時體育場正在舉行法國與德國之間的足球友誼賽，奧朗德總統也在場觀看比賽。賽事進行期間，體育場附近發生了3次爆炸，奧朗德立刻在護衛下離開，观众也聚集到了球场上。場內八萬名觀眾中，有一千二百名是在同年3月德國之翼航空9525號班機空難的法國和德國志願搜救人員，他們獲得德國之翼的母公司漢莎航空邀請至此觀賽。

### 街頭槍擊與炸彈攻擊

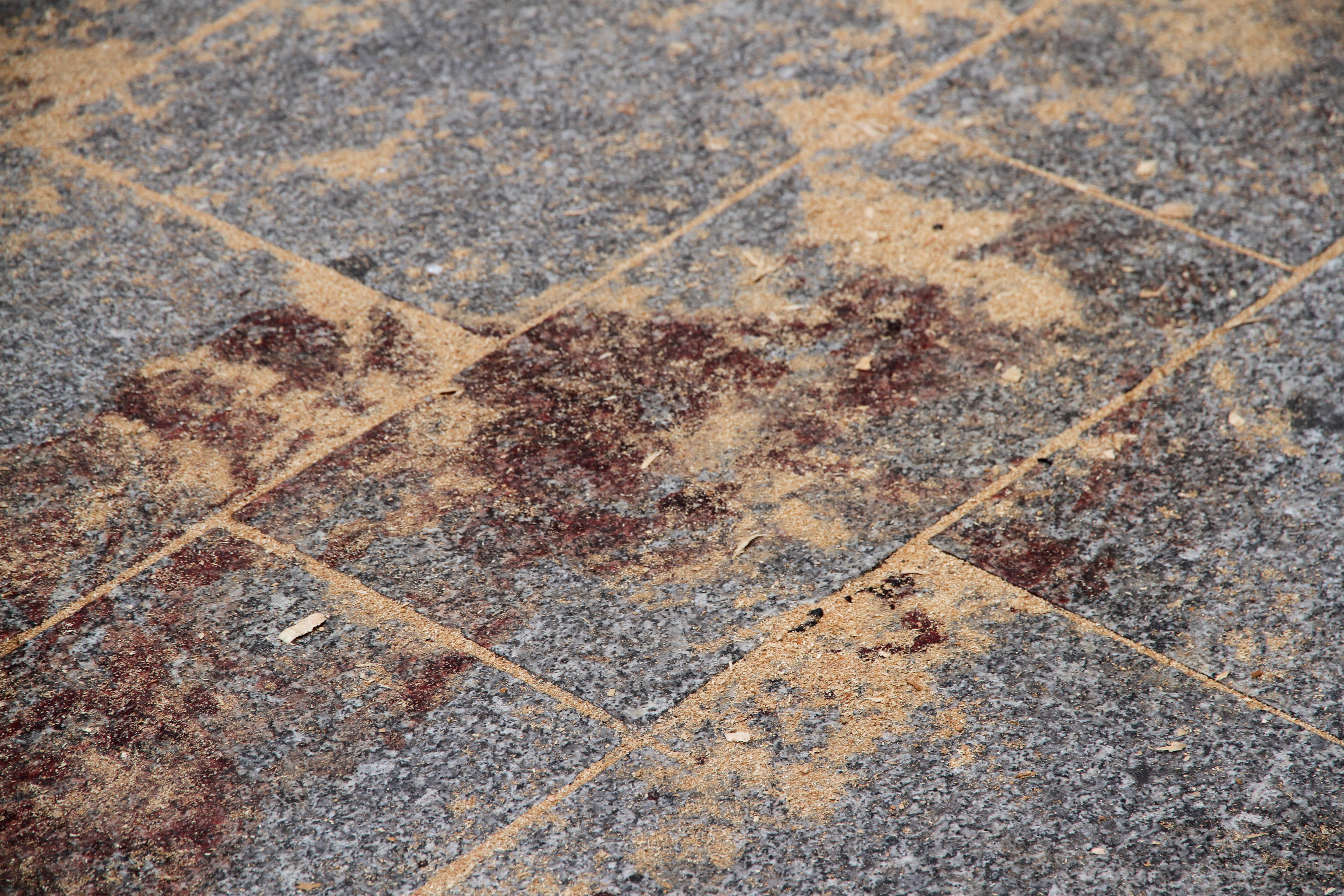
餐館「小柬埔寨」前的血跡，攝于2015年11月14日

#### 畢查街和阿里伯特街
第一宗槍擊約 21:20 發生于畢查街和阿里伯特街交界、臨近聖馬丁運河的區域。槍手首先向阿里伯特街著名酒吧“乐钟琴”（Le Carillon）外的人群射擊，然後轉向畢查街，向餐館“小柬埔寨”（Le Petit Cambodge）裏的人開槍，隨後駕駛一兩輛車逃離，其中至少一輛爲比利時車牌。警方表示此次襲擊造成11人死亡。有目擊者聽見槍手大喊“真主至大”。有旁近聖路易斯醫院（Hôpital Saint-Louis）的醫護人員當時正在“乐钟琴”酒吧内，在襲擊后立即對傷者采取了救護措施。

#### 國王噴泉街
一名襲擊者于 21:32 手持機槍在位于畢查街以南國王噴泉街的 Café Bonne Bière 外、接近意大利餐館 La Casa Nostra 的地方開槍。巴黎檢察官稱有5人喪生，8人受傷。

#### 夏洪街
兩名襲擊者于約 21:36 向夏洪街的酒吧餐廳 La Belle Équipe 射擊數分鐘，隨後駕車逃離，并造成19人死亡、9人危殆。

#### 伏爾泰大道
約 21:40 時，一名襲擊者在伏爾泰大道接近民族廣場（place de la Nation）的Comptoir Voltaire餐館引爆身上所携帶的炸彈身亡，造成16人受傷，其中一人重傷。

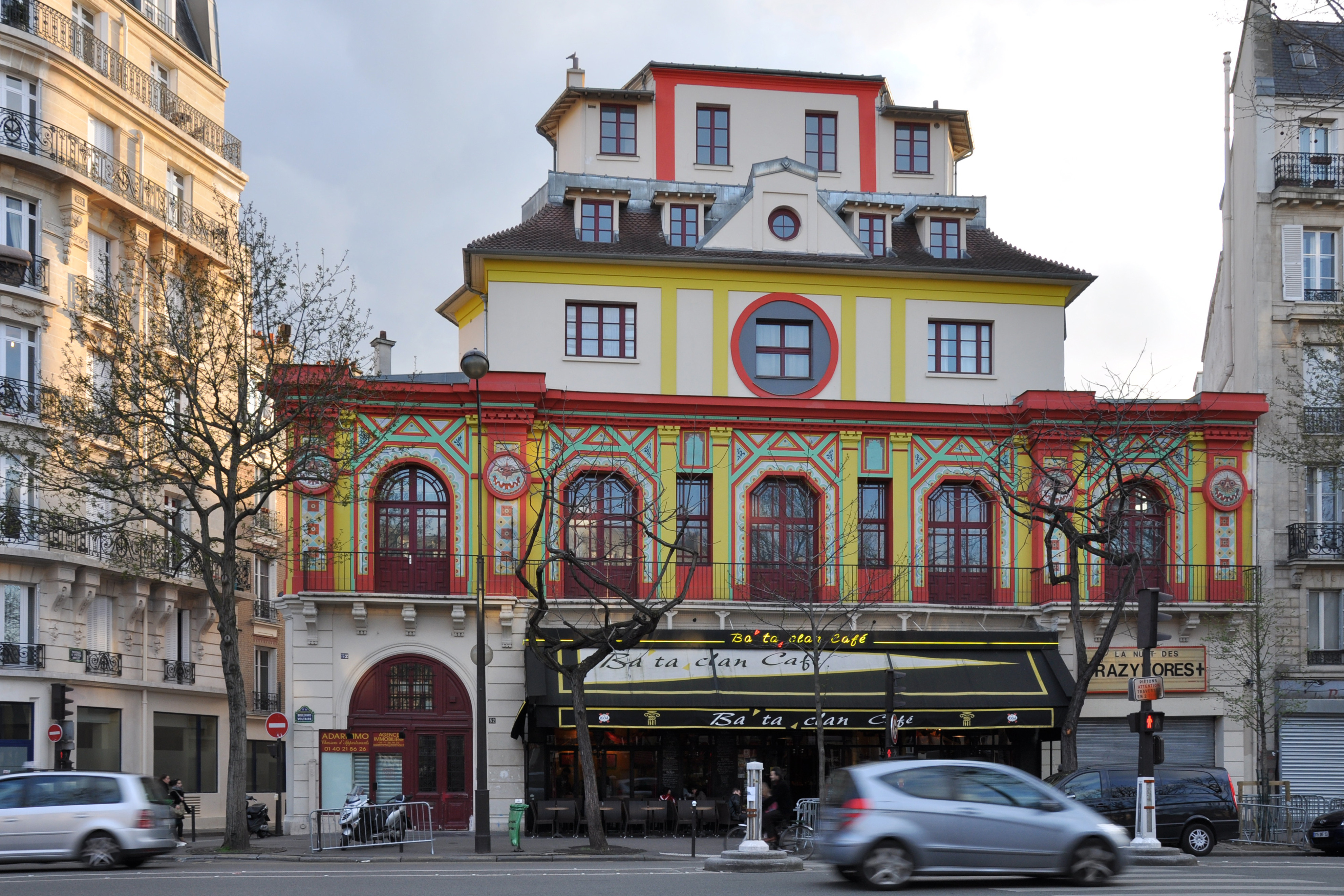
巴塔克蘭劇院，攝於2008年

### 巴塔克蘭劇院劫持與大規模射殺事件
巴塔克蘭劇院當晚也發生了槍擊與劫持事件。當時來自美國加州的搖滾樂團“死亡金屬之鷹”（Eagles of Death Metal）正在該地演出，場下約有1,500名觀眾。演唱會大約進行了一小時後，四名配有AK-47突擊步槍的黑衣男子衝入會場。目擊者聽見一名槍手用阿拉伯语大喊「真主至大」，接著便有條不紊地朝著群眾開火。一名目擊者表示，他看見一位武裝男子進入巴塔克蘭劇院，並有二或三位未蒙面男子向群眾掃射。這起攻擊事件持續了約20分鐘，更有目擊者表示，攻擊者向人群丟擲手榴彈。曾參與這場演唱會的電台記者朱利安·皮爾斯（Julien Pearce）向CNN描述，這些恐怖分子相當冷靜且堅決，並重新填裝了三至四次彈藥。
大約在晚上十點左右，警方在劇院外部署行動，該名男子開始挾持人質。約有60至100名人質被挾持。而樂團成員則毫髮無傷地順利離開。BBC引述目擊者表示，當時約有60位民眾倉皇逃出劇院，躲進附近的民宅裡。一名逃出的目擊者告訴記者說，恐怖分子大概有五至六名，且他們提到了敘利亞。一位在巴塔克蘭劇院裡的目擊者說道槍手曾大喊「這一切起因於法國總統奧朗德在世界各地對穆斯林的迫害」。警方表示會有更進一步的攻擊，急救人員也在劇院內部發生槍擊後趕到現場。據現場的一名警員表示，其中一名攻擊者持有炸藥。
約在00:15時，警方展開攻堅。這波行動持續到了00:58便結束。警方初步報告表示，估計劇院內約有100名民眾被殺害；不過，隨後下修至87名。最終，四名攻擊者死亡，其中三位引爆身上的炸彈自殺。第四位則被警察射中而引爆身亡。周圍的社區在這起事件後被封鎖。

## 伤亡
| 法國 *                                                       | 102 |
| 比利时 *                                                     | 3   |
| 智利                                                         | 3   |
| 西班牙                                                       | 3   |
| 阿尔及利亚                                                   | 2   |
| 埃及 *                                                       | 2   |
| 德国                                                         | 2   |
| 墨西哥 *                                                     | 2   |
| 葡萄牙 *                                                     | 2   |
| 羅馬尼亞                                                     | 2   |
| 塞内加尔                                                     | 2   |
| 突尼西亞                                                     | 2   |
| 義大利                                                       | 1   |
| 摩洛哥                                                       | 1   |
| 俄羅斯                                                       | 1   |
| 瑞典                                                         | 1   |
| 土耳其 *                                                     | 1   |
| 英国                                                         | 1   |
| 美国 *                                                       | 1   |
| 委內瑞拉                                                     | 1   |
| 总计                                                         | 130 |
| * 一些遇难者拥有多重国籍。统计数字基于初步数据，可能不完整。 |     |

袭击事件共造成130人遇难，352–368人受伤，80人因伤情严重被送往医院。遇难者中89人死于巴塔克兰剧院，19人死于“拉贝尔队”酒吧（La Belle Équipe），15人死于乐钟琴酒吧和小柬埔寨餐馆，5人死于好啤酒咖啡馆（Bonne Bière）和拉卡萨诺斯特拉酒店（La Casa Nostra），1人死于法兰西体育场。遇难者已证实至少来自26个国家（一些人持有多重国籍）。其中在巴塔克兰剧场的遇难者中有法国杂志Les Inrockuptibles的一名音乐评论员，Mercury Records法国的一名高管和美国乐队死亡金属之鹰（Eagles of Death Metal）的一名商品经理。

## 袭击策划者
法国总统法蘭索瓦·歐蘭德在11月14日声称此次袭击是由境外势力策划，并且得到了伊斯兰国的帮助。
巴黎公诉人弗朗索瓦·莫蘭（François Molins）确认了8名已知袭击者已经身亡。当局仍在追捕餐馆射击的行凶者。
伊斯兰国在11月14日早晨发布声明称对袭击负责，声明中赞扬“八兄弟”造成“至少200人”死亡的屠杀事件，同时称“这只是风暴的开端”。
袭击者持有埃及和叙利亚护照。在巴塔克兰剧院被击毙的袭击者是法国公民。
相信是襲擊案主謀的比利時籍恐怖份子阿卜杜勒-哈米德·阿巴乌德，在11月18日法國警方的突擊行動中被殺。
有研究恐怖主義的專家指出，可以假定有施襲者受阿巴烏德教導，實行塔基亞假裝為不热衷於伊斯蘭教，以避免引起執法當局的注意。

## 動機分析
美國智庫蘭德公司國際安全與國防政策中心副主任屈維斯接受專訪表示，巴黎恐攻其實並不是ISIS單純魯莽的報復反擊，其實背後有理性分析的龐大戰略規劃，首先戰略層面上目前國際中東反恐局面還是美國領頭帶領其他追隨國家，而美國因諸多利益考量、民間厭戰和選舉逼近等因素並未下決心用全軍力剿滅，所以遲未派出地面軍，若是直接攻擊美國反而像珍珠港事變般有可能促使美國下決心。這是IS不願看到的，所以選擇追隨國下手，意圖讓追隨國民眾和政府重新思考自己跟隨美國的成本和利益，進而瓦解鬆動反恐聯盟。而追隨國中法國算是比較積極又大型的國家，而且以往對於中東政策不少民眾和美國就有不同立場，有先天的嫌隙存在。
第二方面在國際大戰略角度可以牽動微妙的美歐俄關係，烏克蘭事件後經過情勢發展，其實德法已經有不想再制裁俄羅斯的傾向，只是美國持續在堅持運作並施壓。而2015年下半俄羅斯中東出兵後國際已經看到俄軍的轟炸效率和出手重度遠高於美國，相當大程度是諸多什葉派國家和勢力派系真心想全力支援俄國，提供地面諜報，法國可能利用此一反恐契機找到多數國內民眾和國際能接受的與俄羅斯走近理由，順勢也就找到了解除制裁俄羅斯的下台階，給美國在大戰略層次上重創。普京很快也看到了這一戰略機遇，所以幾天後就出現了俄羅斯新聞畫面中有炸彈上寫了「為巴黎」之後投入轟炸，還有報導轉播普京在戰略中心下令派往中東的艦隊要把法國核航母視同盟軍攜手作戰等等公關戰術開始爭取法國民心。
戰術層面法國因歷史因素有近500萬以上的本土穆斯林，加上難民危機後湧入的人數，這些人長期受壓在社會底層被歧視且貧困，不滿情緒較高容易招募到恐攻人員，同時此次攻擊後如果能挑起法國內部白人對穆斯林的族群仇恨，是IS最大的利益，因為穆斯林族群被仇恨後激進分子將會更多，也就有更多能招募的人員，而這些人都持有法國歐盟護照可以任意流動。這也是許多戰略家所擔心的發展，所以美國國務卿凱瑞訪問巴黎不願把巴黎恐攻歸納為「文明衝突」並否認淡化此一輿論。

## 警方11月18日突擊逮捕
法國警方得悉在聖但尼市中心一所公寓三樓頂層的住所，有兩男一女的恐怖襲擊者租住，可能包括懷疑是襲擊案主謀阿卜杜勒-哈米德·阿巴乌德。警方精銳部隊110名警員，在11月18日凌晨4時16分進行突擊行動，與住所內的人駁火。突擊行動歷時七小時，11時26分警方宣佈行動結束。其間住所內一個人在連射一陣子彈後引爆身上炸彈背心自殺。據行動指揮官所言，該人並非被警方攻擊所迫自殺，疑是企圖用爆炸傷害警方，但是不成功，只造成樓房結構破壞。調查人員起初以為自爆者是女性，後來發現是一名男子，身分未詳。另外住所內一名男子被射殺，屍體血肉模糊，以致未能即時辨認身份。11月18日法國內政部指被殺者可能超過兩名。11月20日，巴黎檢察院證實有三人被殺。第三名證實被殺者是阿巴烏德的26歲法國籍表妹哈斯娜·阿伊特·布拉赫森（Hasna Aït Boulahcen）。附近居民的片段錄下她與突擊隊員的最後對話：突擊隊員大聲問她：「你的男友他在哪？」她喊道：「他不是我的男友！」「他在哪？」「他不是我的男友！」隨後立刻傳來爆炸巨響。槍戰中五名警員受輕傷，而一頭名為柴油（Diesel，法語音譯迪耶塞爾）的警犬被殺。警方共拘捕八人；從住所拘捕三名男子，在相鄰住所拘捕二名藏匿的男子，又拘捕一名男子及其女性友人，其後又拘捕一人。該對男女被捕之前不久，在現場附近接受BFM TV的電視訪問，男子自稱是住所房東，不認識租客，不知道他們是恐怖份子。
11月18日，巴黎檢察官弗朗索瓦·莫蘭證實，八名被捕人士中不包括阿巴烏德，未知其是否被殺或在逃，也不包括被通緝的一名襲擊案嫌犯薩拉赫·阿卜杜勒-薩拉姆（Salah Abdeslam）。《華盛頓郵報》引述兩名不願具名的歐洲高級官員稱，他們從法國有關方面得知，阿巴烏德已在突擊行動中被殺。11月19日下午，法國巴黎檢察院公佈，行動中被殺的一名男子正式確認為阿巴烏德。

## 後續搜捕
被通緝的疑犯薩拉赫·阿卜杜勒-薩拉姆來自比利時布鲁塞尔首都大区的圣扬斯-莫伦贝克，他在當地被大量年輕穆斯林視為英雄。比利時警方於2016年3月18日拘捕阿卜杜勒-薩拉姆，事後有大批穆斯林在拘捕現場外集結和發起騷亂，抗議警方拘捕阿卜杜勒-薩拉姆。
2016年4月8日，比利時警方於布魯塞爾安德莱赫特拘捕穆罕默德·阿布里尼。

## 各国回应
法国总统歐蘭德发表談话，聲称法国人民在恐怖袭击面前要保持坚强。他取消了参加2015年二十国集团安塔利亚峰会的行程，由外交部长洛朗·法比尤斯和经济部长米歇尔·沙潘代由参加。前总理弗朗索瓦·菲永称“戰爭在我們當中了”。法国当局劝巴黎居民不要外出以防意外。面对攻擊，法国自第二次世界大战以来首次关闭边境，并调动了国家军队因应。法国政府宣布进入紧急状态，这是自阿尔及利亚战争以来法国首次宣布全境进入紧急状态。巴黎实施了自1944年来的首次宵禁。
其他國家元首和政府首腦，包括美國總統奧巴馬、英國首相卡麥隆及中国国家主席习近平、中国国务院总理李克强等都就此事件表示關注及慰問。联合国秘书长潘基文、联合国安全理事会、联合国大会主席表示强烈谴责。而原定下周預定訪問法國及義大利的伊朗總統魯哈尼已取消行程，並譴責巴黎恐攻是「違反人性之罪行」。
匈牙利總理奧班·維克多表示事實證明了難民潮被恐怖組織利用。他批評歐盟通過的移民配額制「會讓恐怖主義在歐洲蔓延」。美國多個州在巴黎恐襲後表態拒絕接收敘利亞難民，以防恐怖分子混入其中進入美國。
事件发生后，艾菲爾鐵塔在11月14日晚上不亮燈以表哀悼；而全球各地的主要地標包括悉尼歌剧院、柏林勃兰登堡门、多倫多加拿大國家電視塔、里约热内卢救世基督像、伦敦眼、上海东方明珠广播电视塔、奧克蘭天空塔、東京晴空塔、台北101、纽约世界贸易中心一号大楼等均點亮法國國旗藍、白、紅三色致哀。而设于美国纽约、中国北京等地的法国使馆纷纷降半旗表示沉痛悼念和哀挽。
網上曾流傳在襲擊當晚（11月13日晚上至14日凌晨）「埃菲尔铁塔熄灯以表哀悼」等等不實消息和圖片，法國媒體已闢謠，指出在法國紀念建築物每日凌晨一時就會關燈，包括艾菲爾鐵塔。在襲擊當晚埃非爾鐵塔是如常熄燈，沒有特別意義，至襲擊翌日晚上（11月14日晚上至15日凌晨），才應巴黎市長要求，全晚不亮燈哀悼。艾菲爾鐵塔11月15日晚上恢復亮燈至16日凌晨1時，但取消了每小時一次的閃爍。11月16日晚上至25日晚上，艾菲爾鐵塔以藍白紅三色照明，又在鐵塔一樓投射巴黎市的拉丁文格言「Fluctuat nec mergitur」（顛簸而不沉沒）。
在本次巴黎恐襲後，2016年香港人到西歐旅遊的人數較2015年同期減少3成（據旅行社資料），而到東歐、南歐和北歐旅遊的人數則增加約2成。
值得注意的是，拉斯維加斯巴黎賭場中艾菲爾鐵塔的複製品同樣進行熄燈默哀，而兩年後拉斯維加斯亦發生了恐怖攻擊，隨後艾菲爾鐵塔做出當年同樣的回應，進行了同樣的熄燈方式表達默哀，也藉以對當年拉斯維加斯的行動支持表達感謝。

### 事後以法國國旗顏色照亮的地標

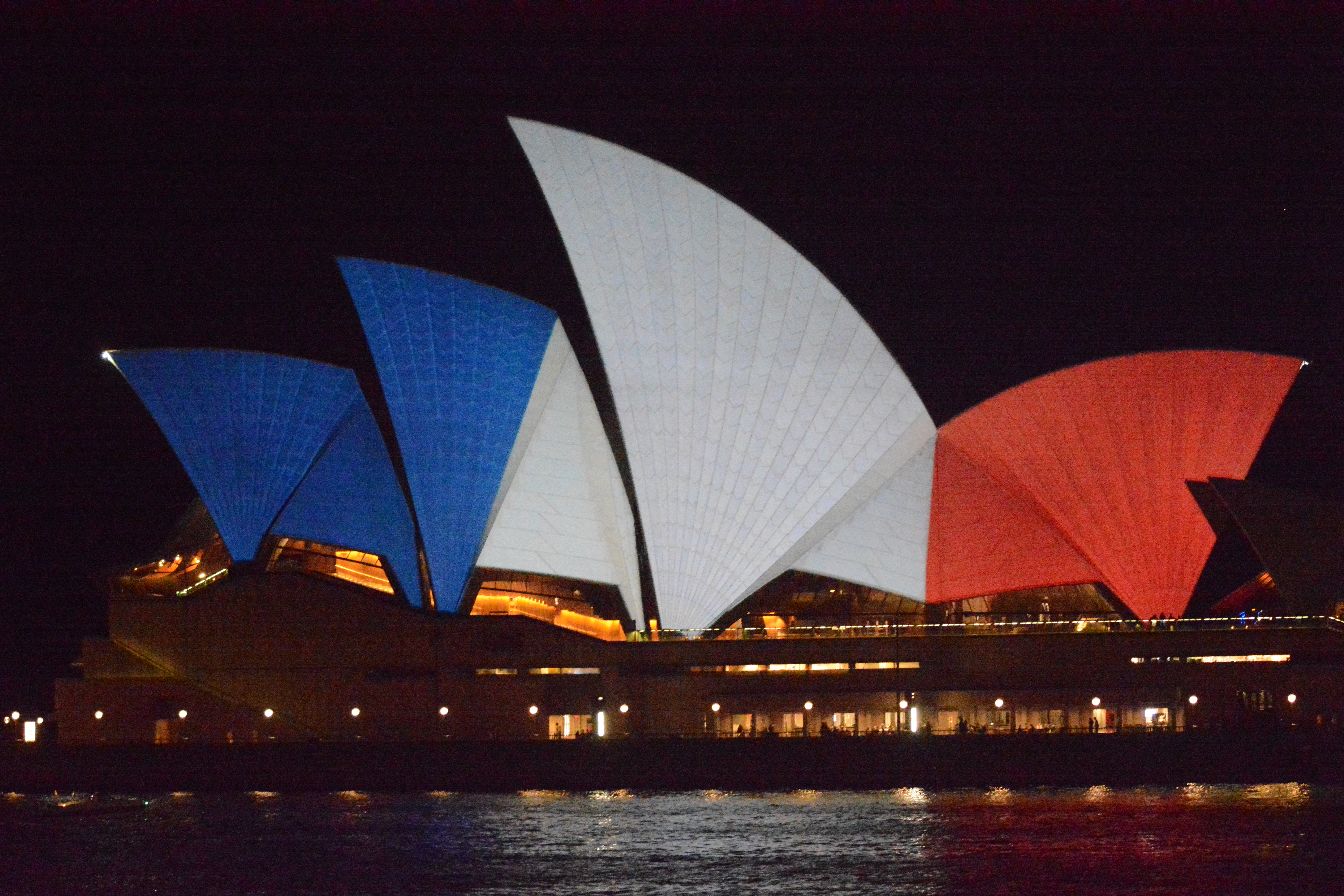
悉尼歌劇院
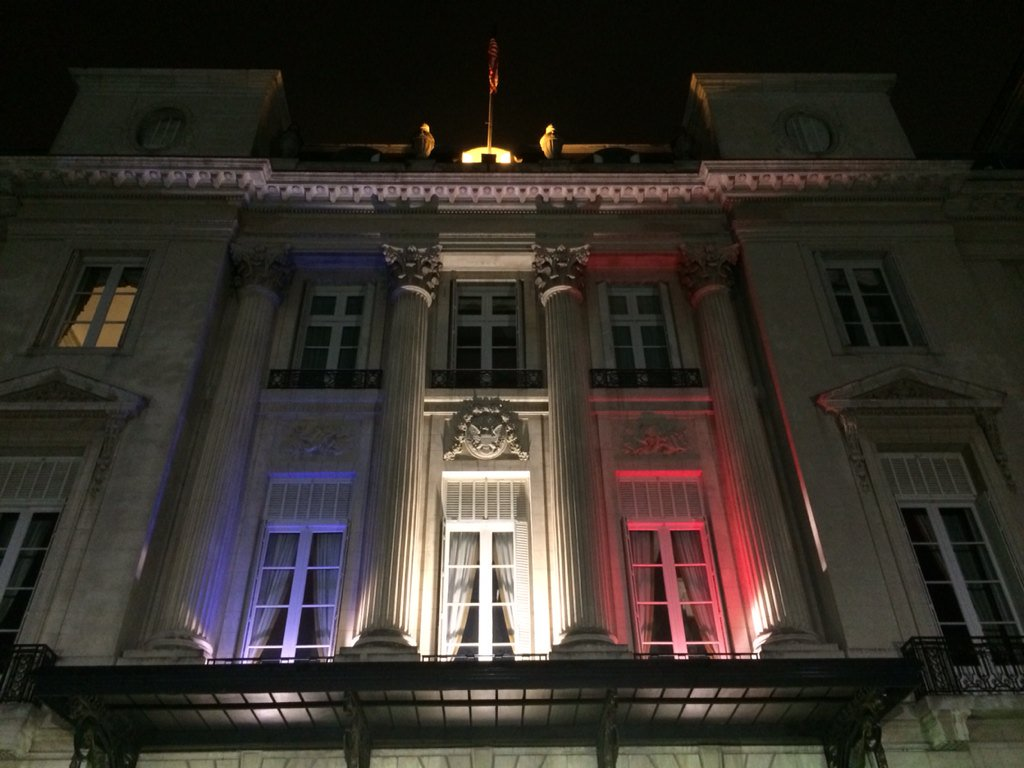
阿根廷
布宜諾斯艾利斯博斯宮（英语：Bosch Palace）
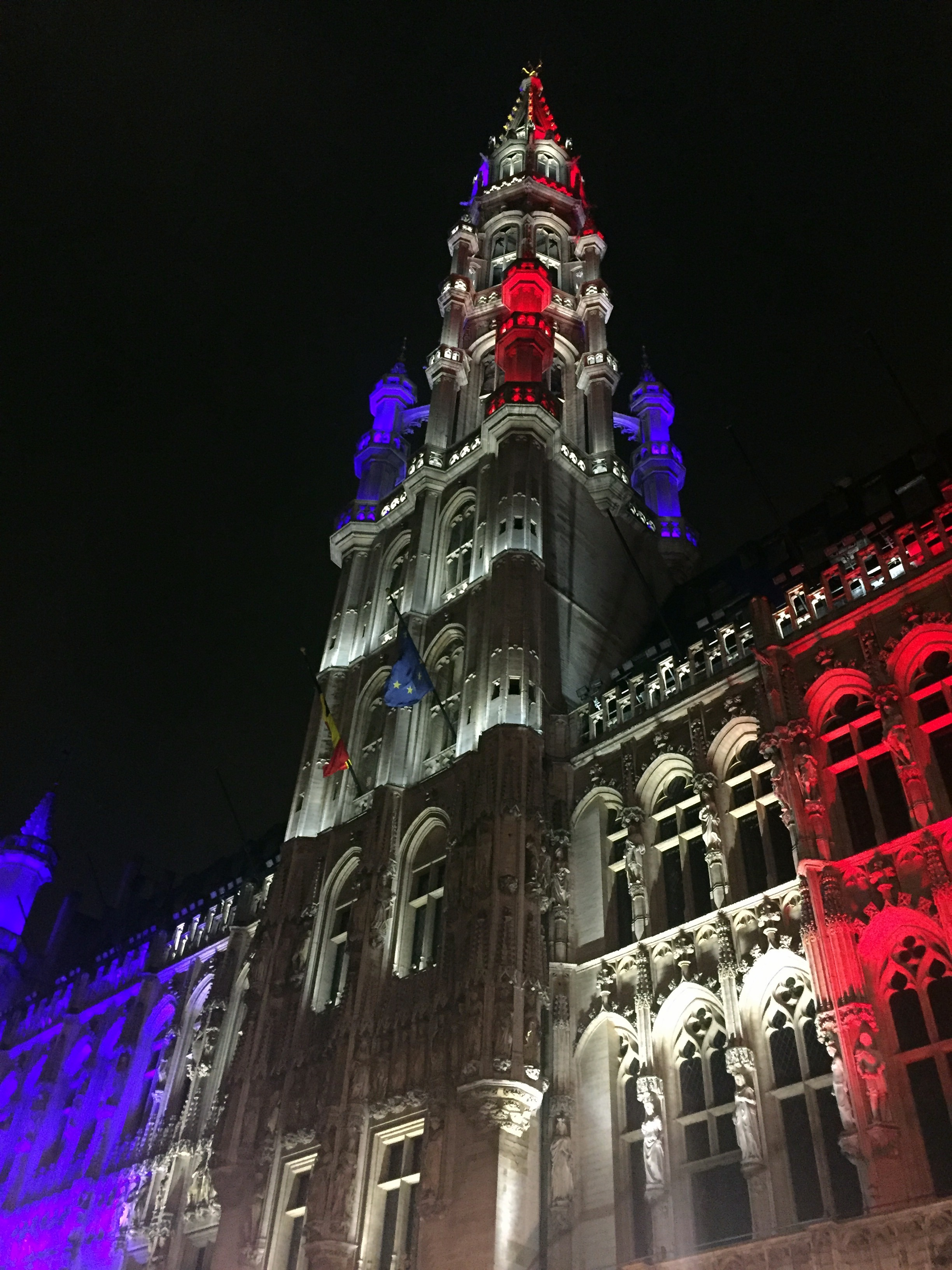
比利时 布魯塞爾市政廳
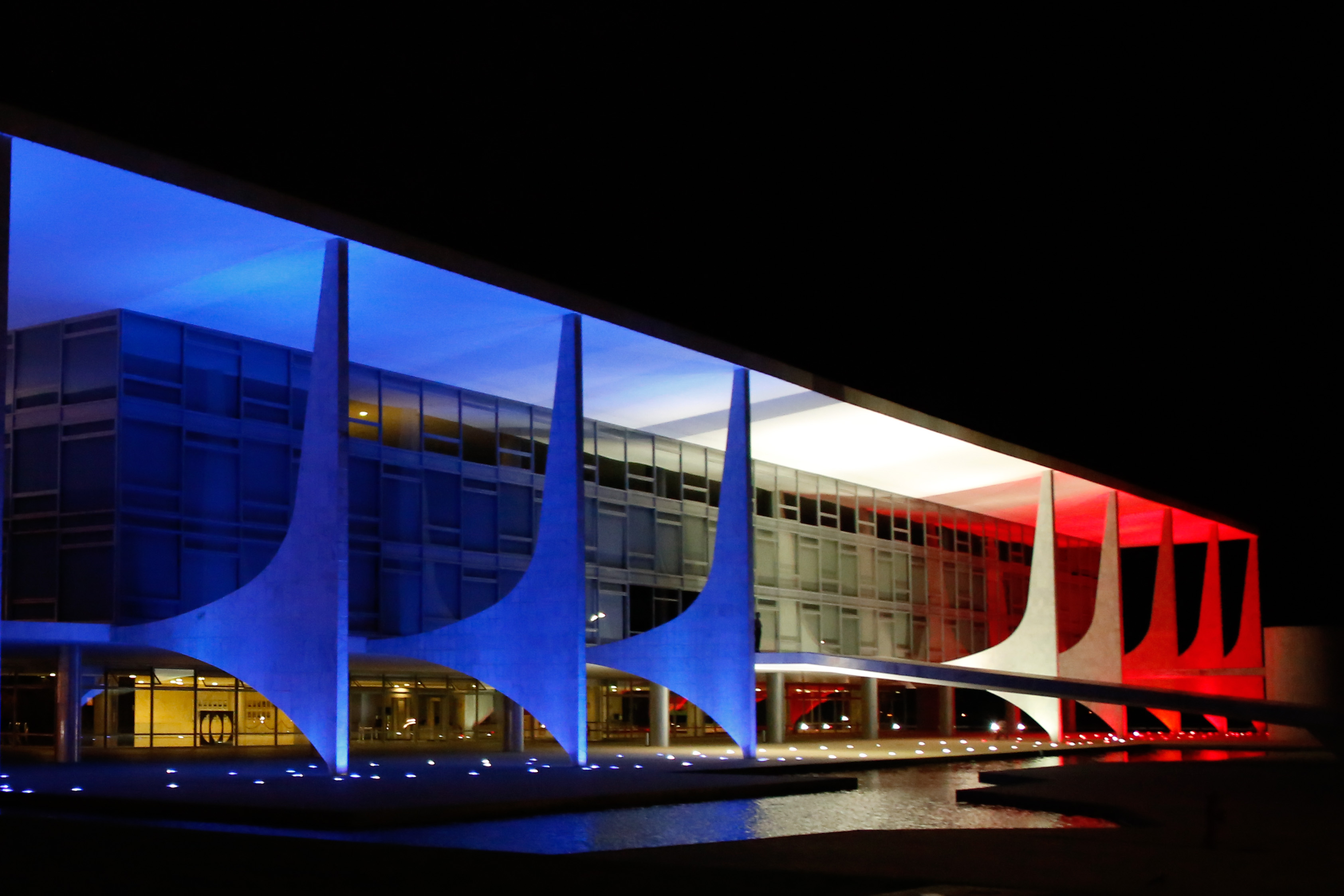
巴西巴西利亞 普拉納托宮
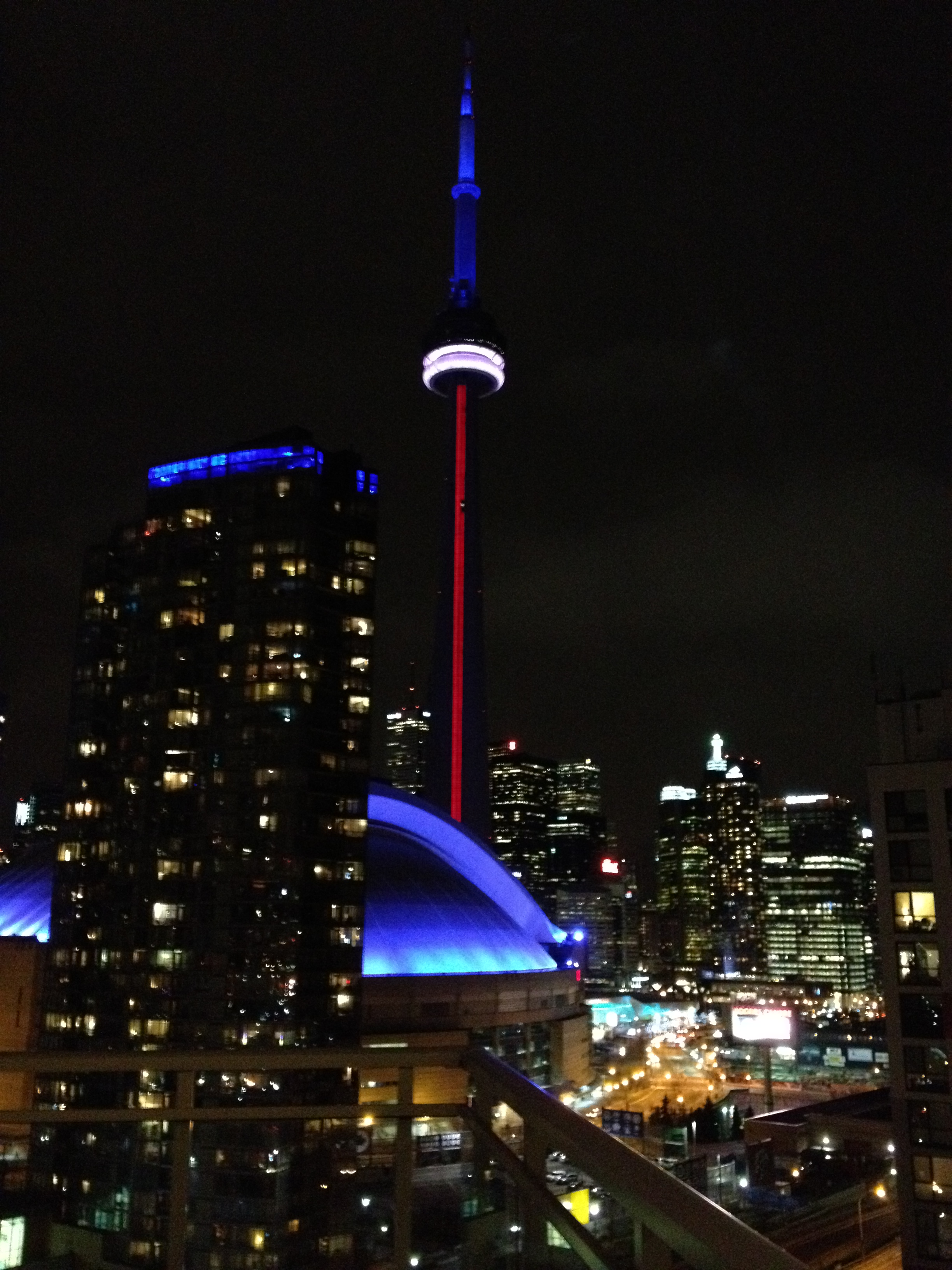
加拿大多倫多 加拿大國家電視塔
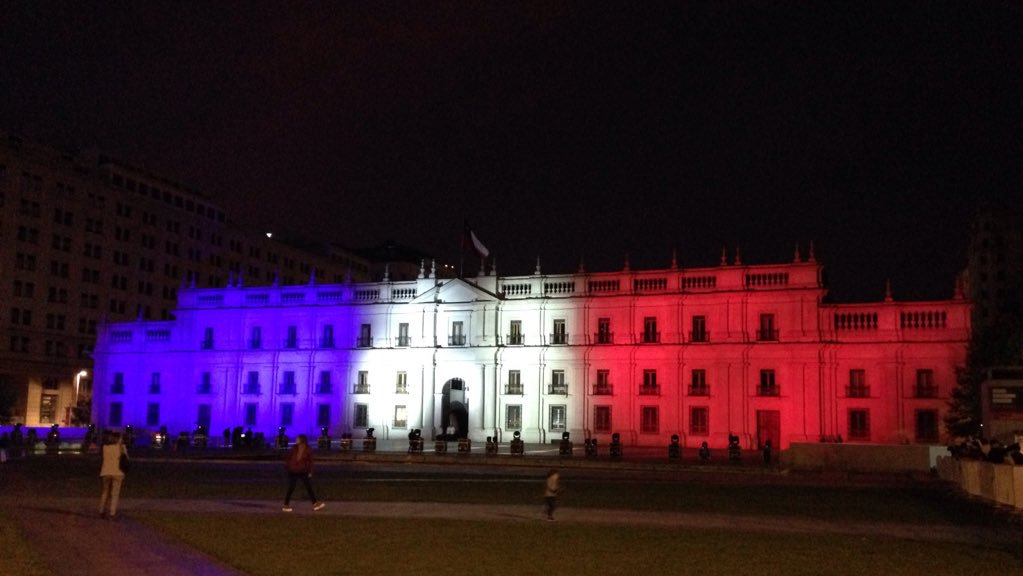
智利聖地亞哥 拉莫內達宮
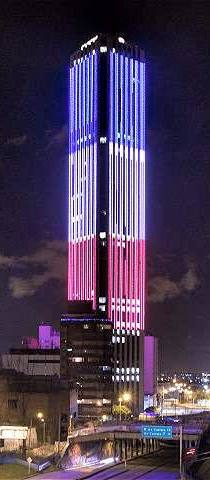
哥伦比亚波哥大
科爾佩斯特拉塔（英语：Torre Colpatria）
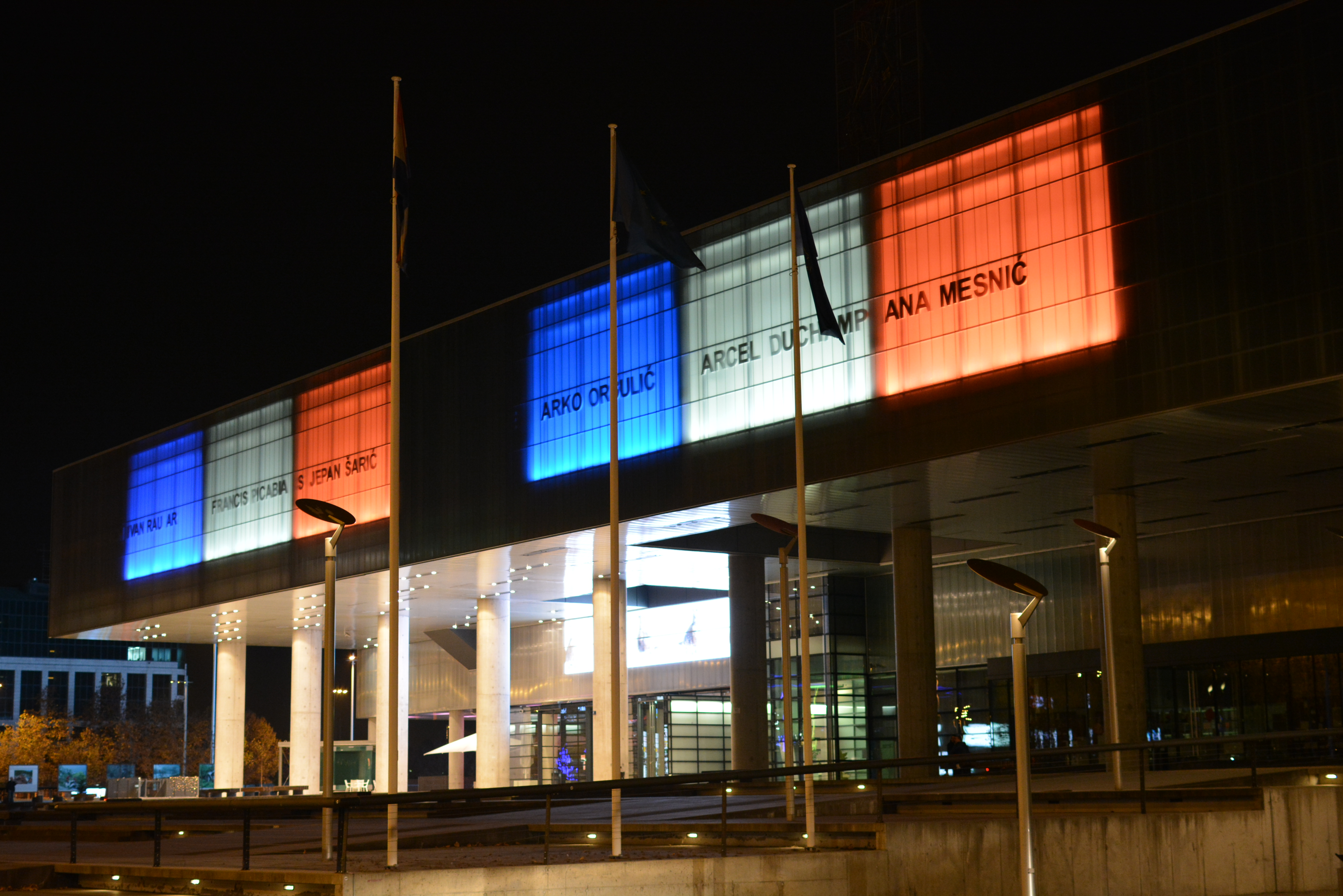
薩格勒布 當代藝術博物館
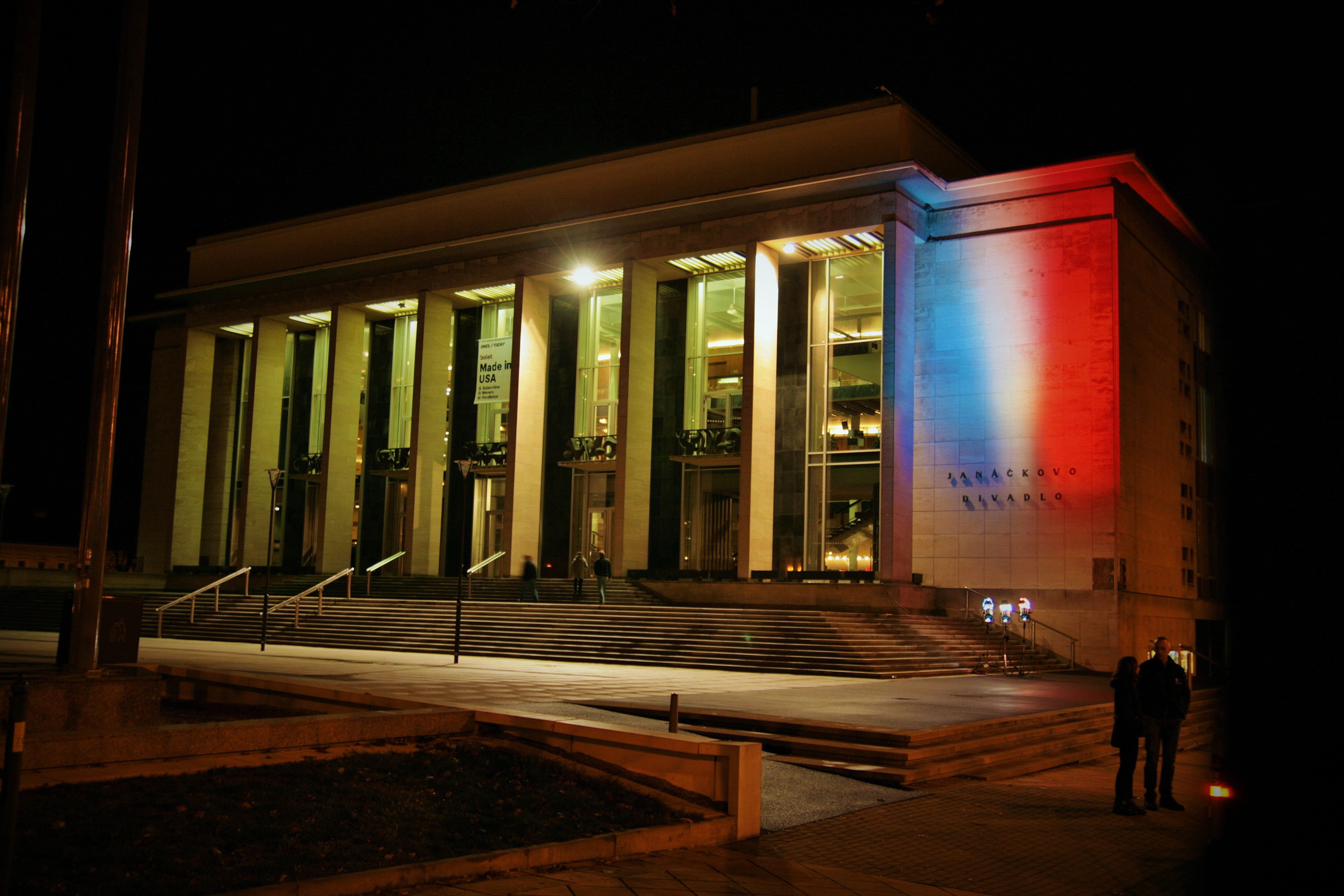
捷克布爾諾 雅納切克劇院
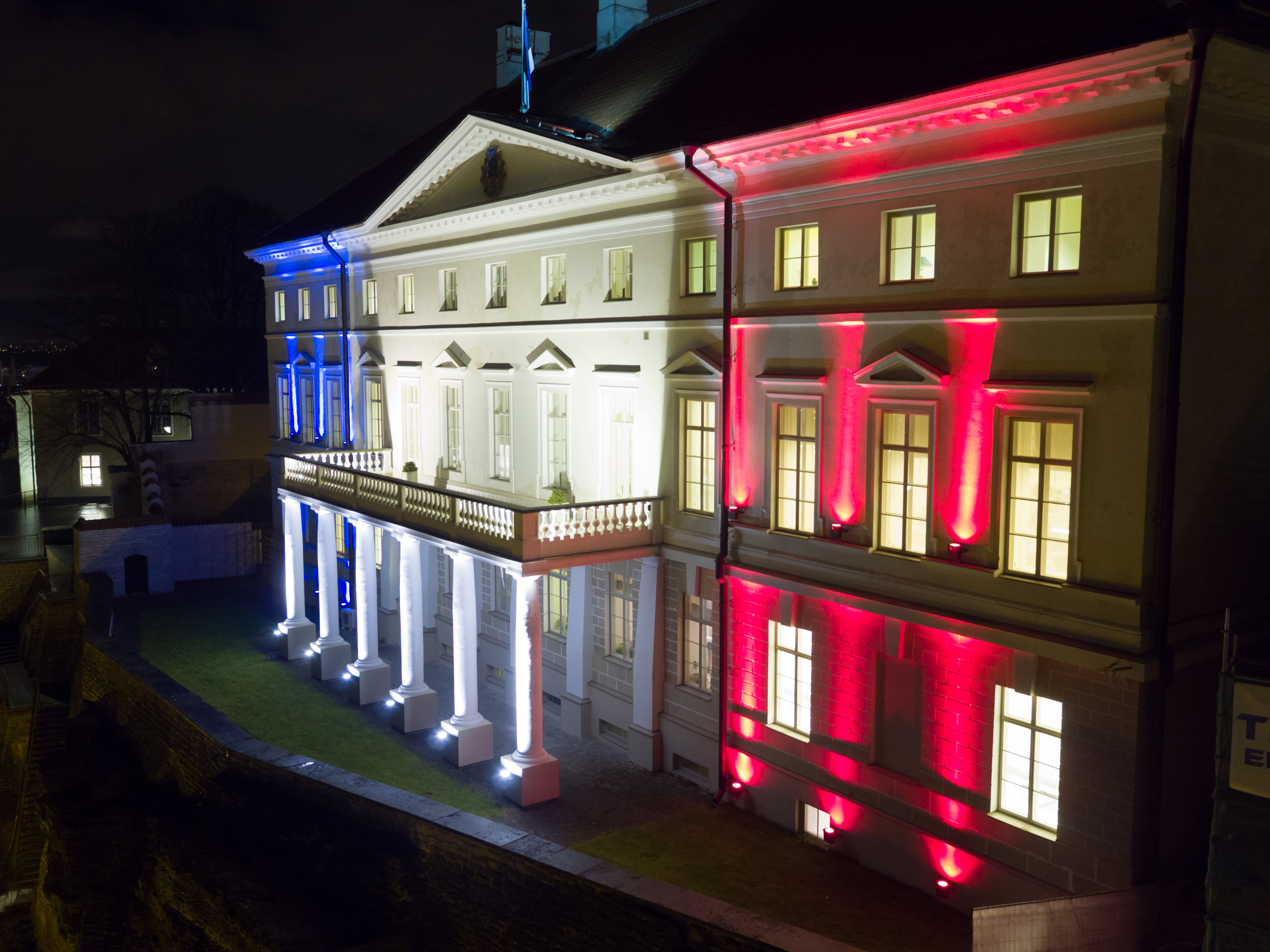
爱沙尼亚塔林 斯滕博克馆
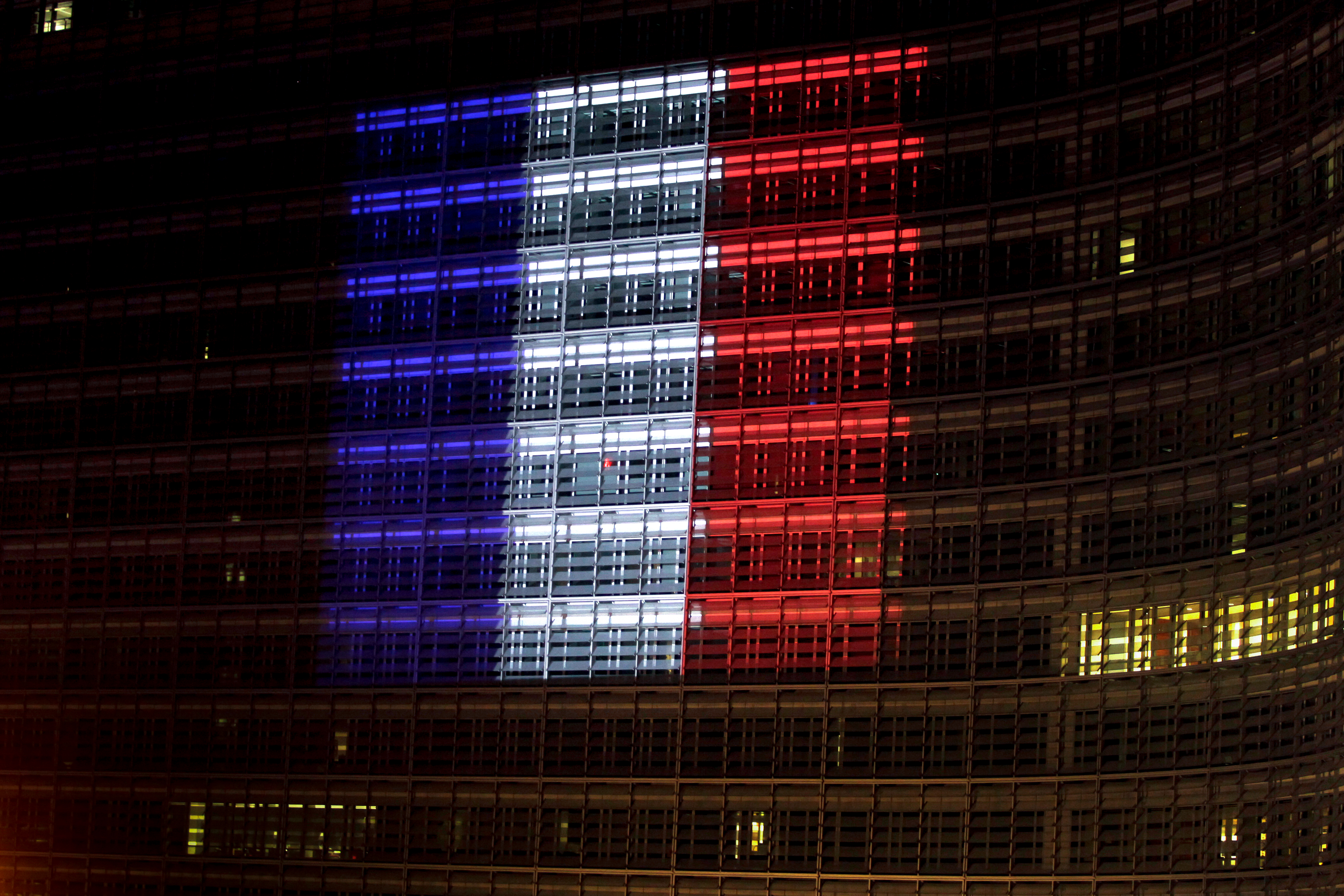
歐盟委員會 貝爾萊蒙大廈
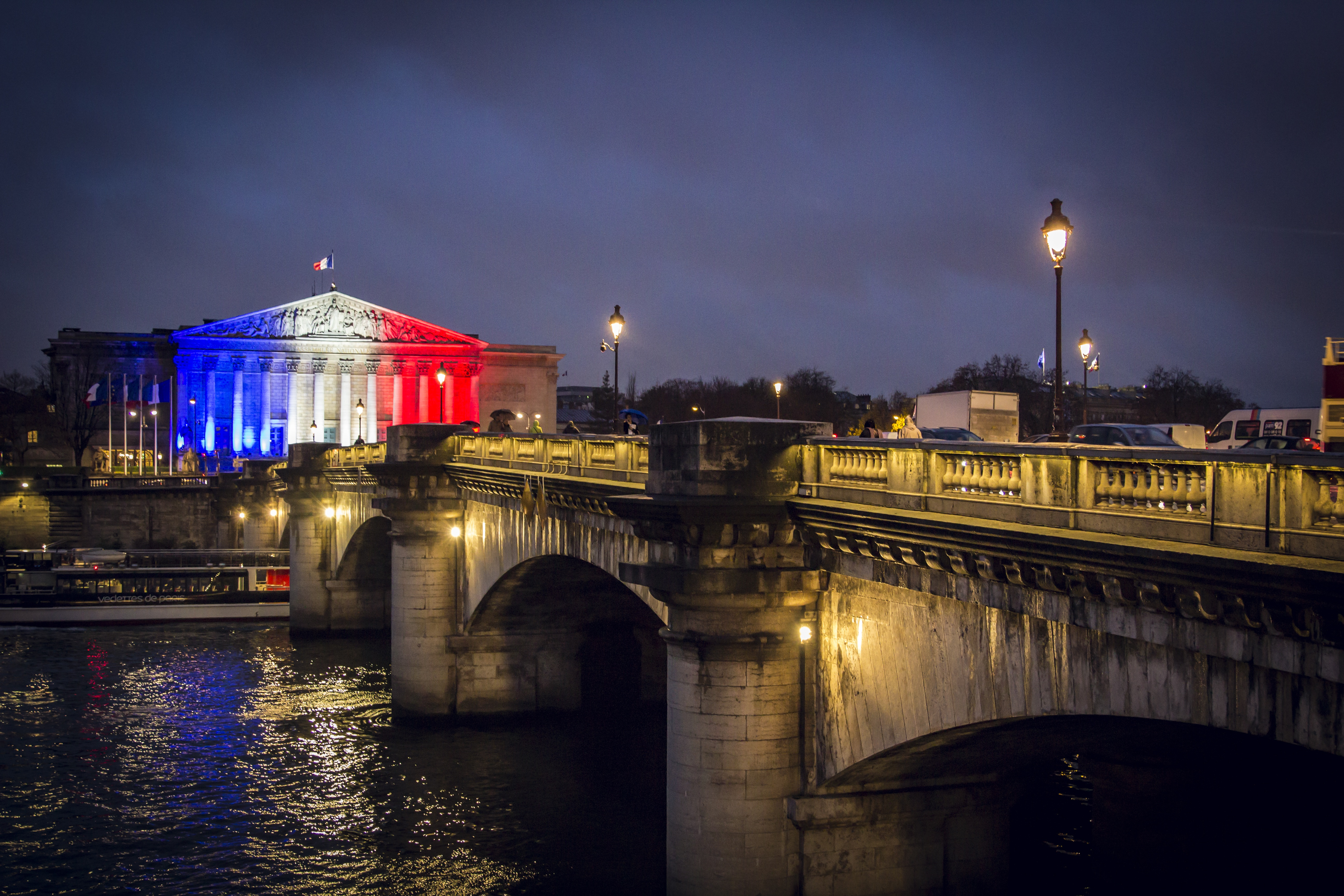
法國巴黎波旁宮
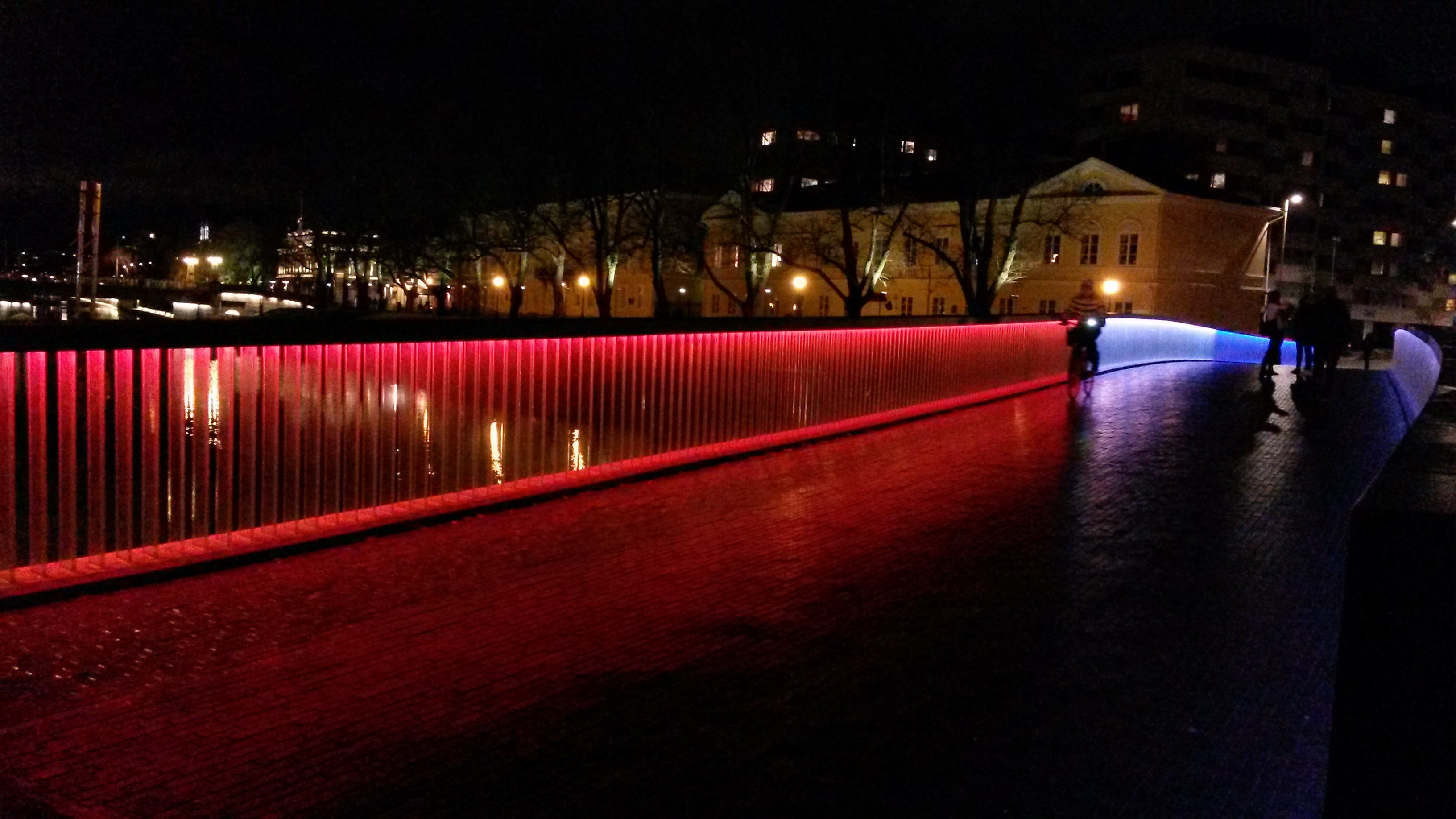
芬兰圖爾庫
圖書館橋（芬蘭語：Kirjastosilta）
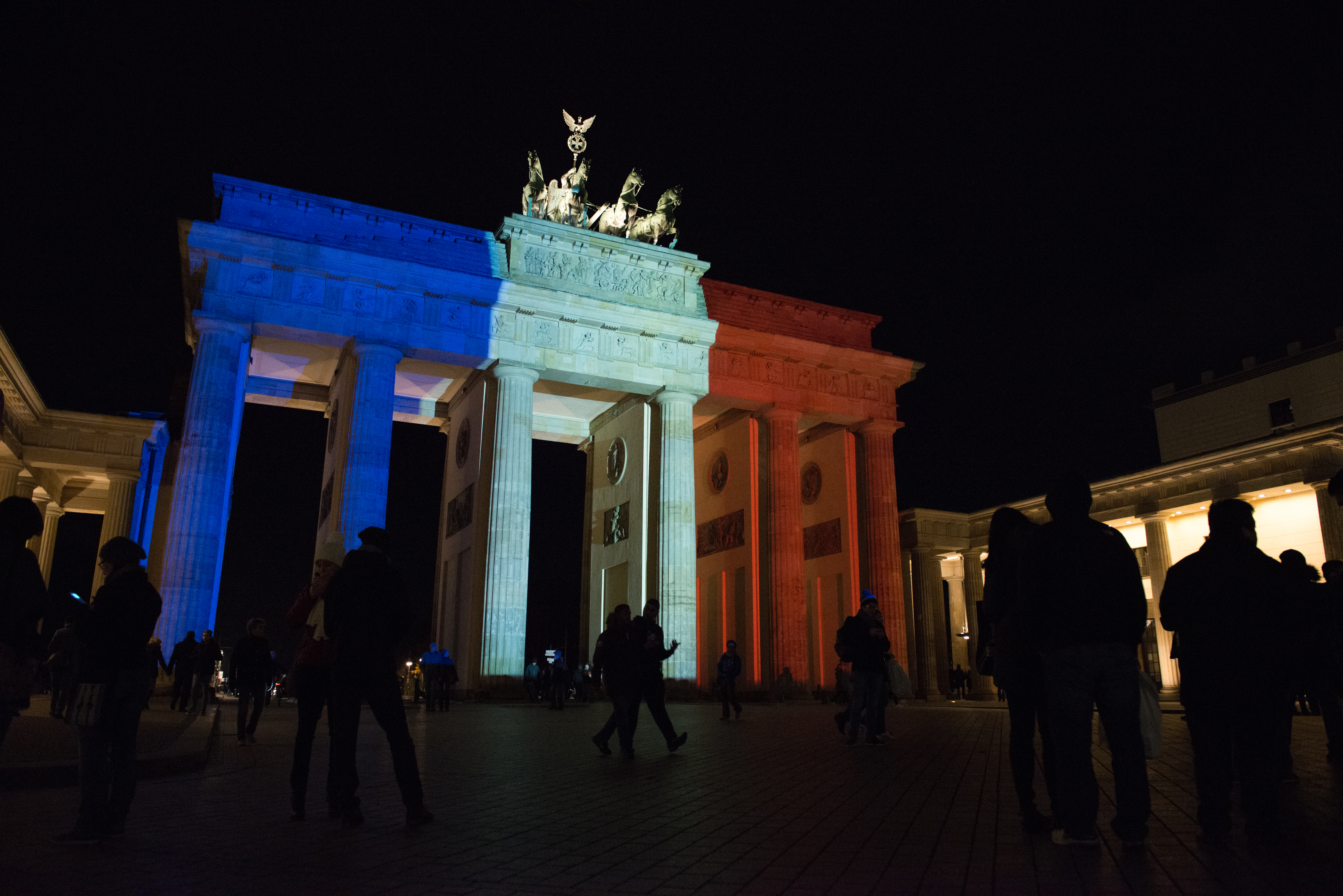
德国柏林 勃蘭登堡門
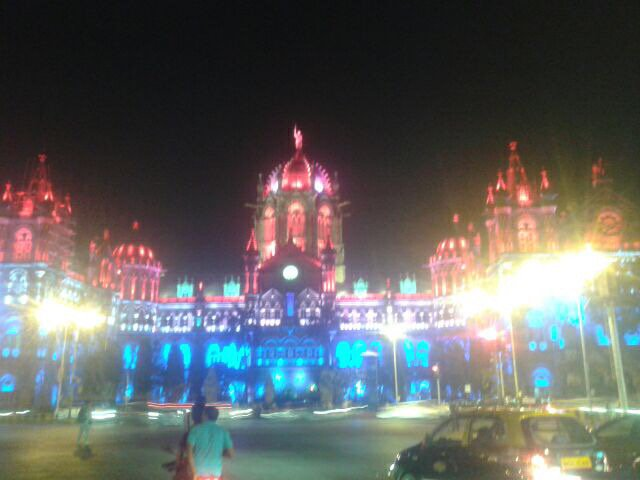
印度孟買 賈特拉帕蒂·希瓦吉終點站
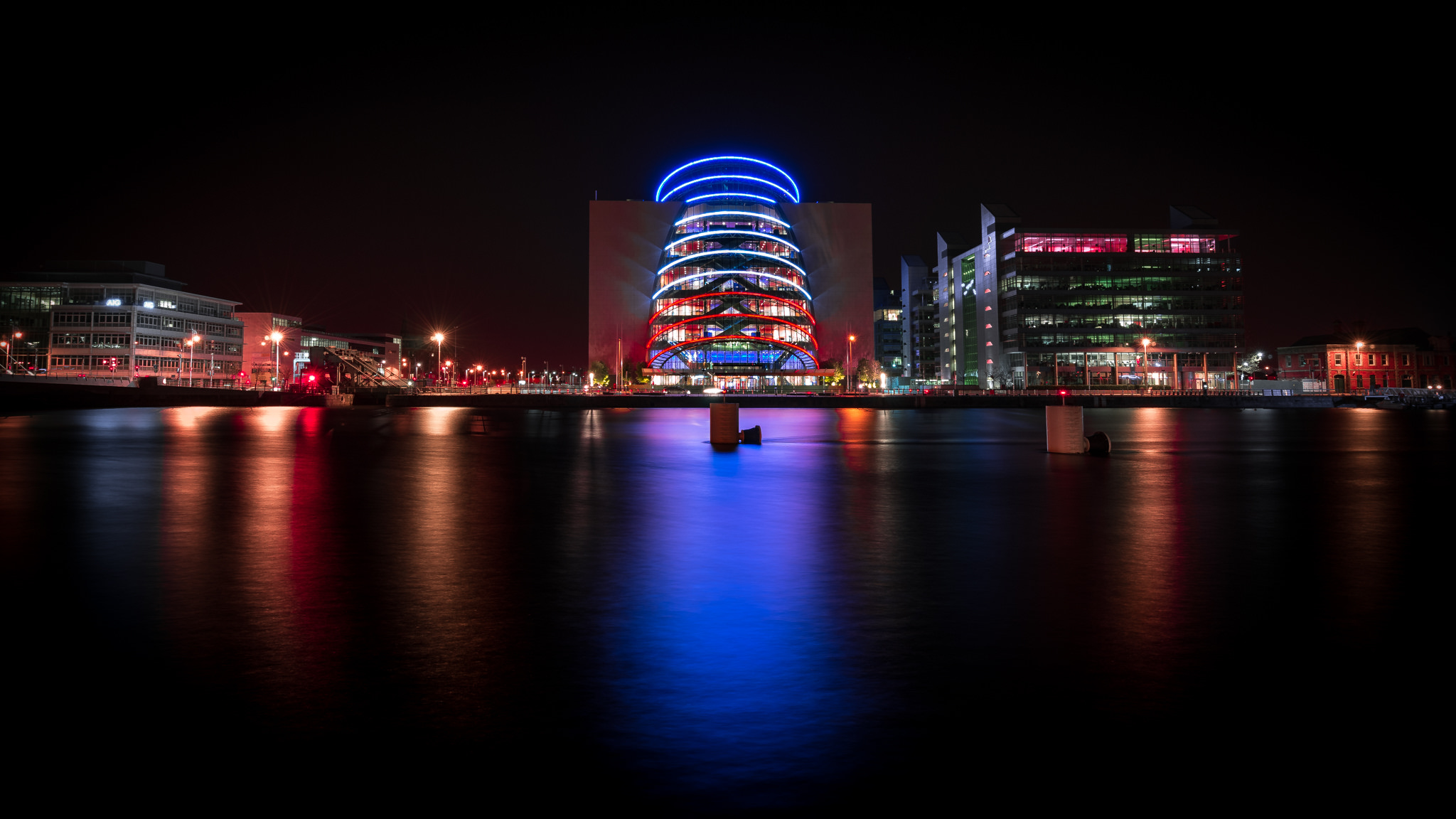
爱尔兰 都柏林會議中心
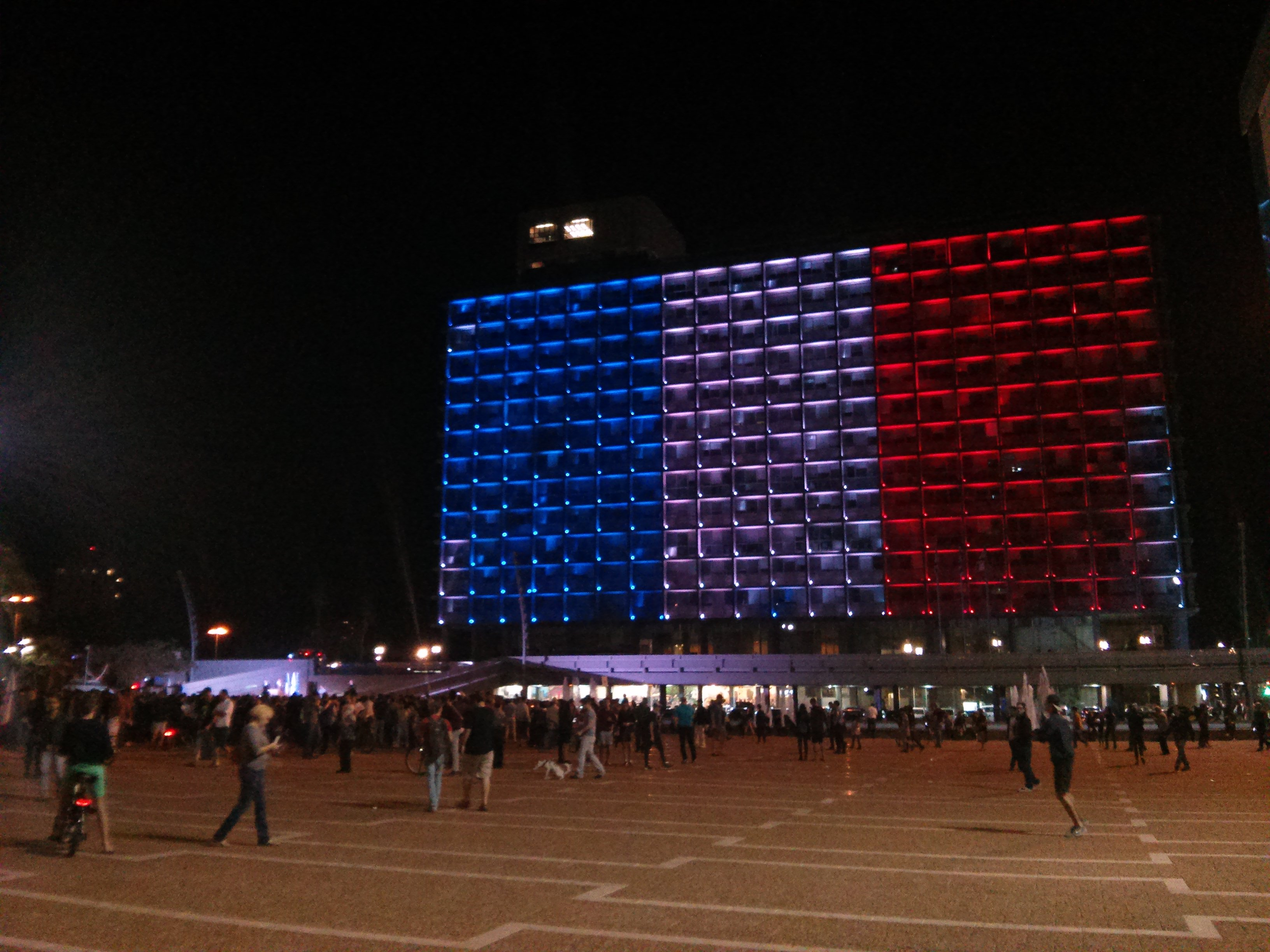
以色列 特拉維夫市政廳
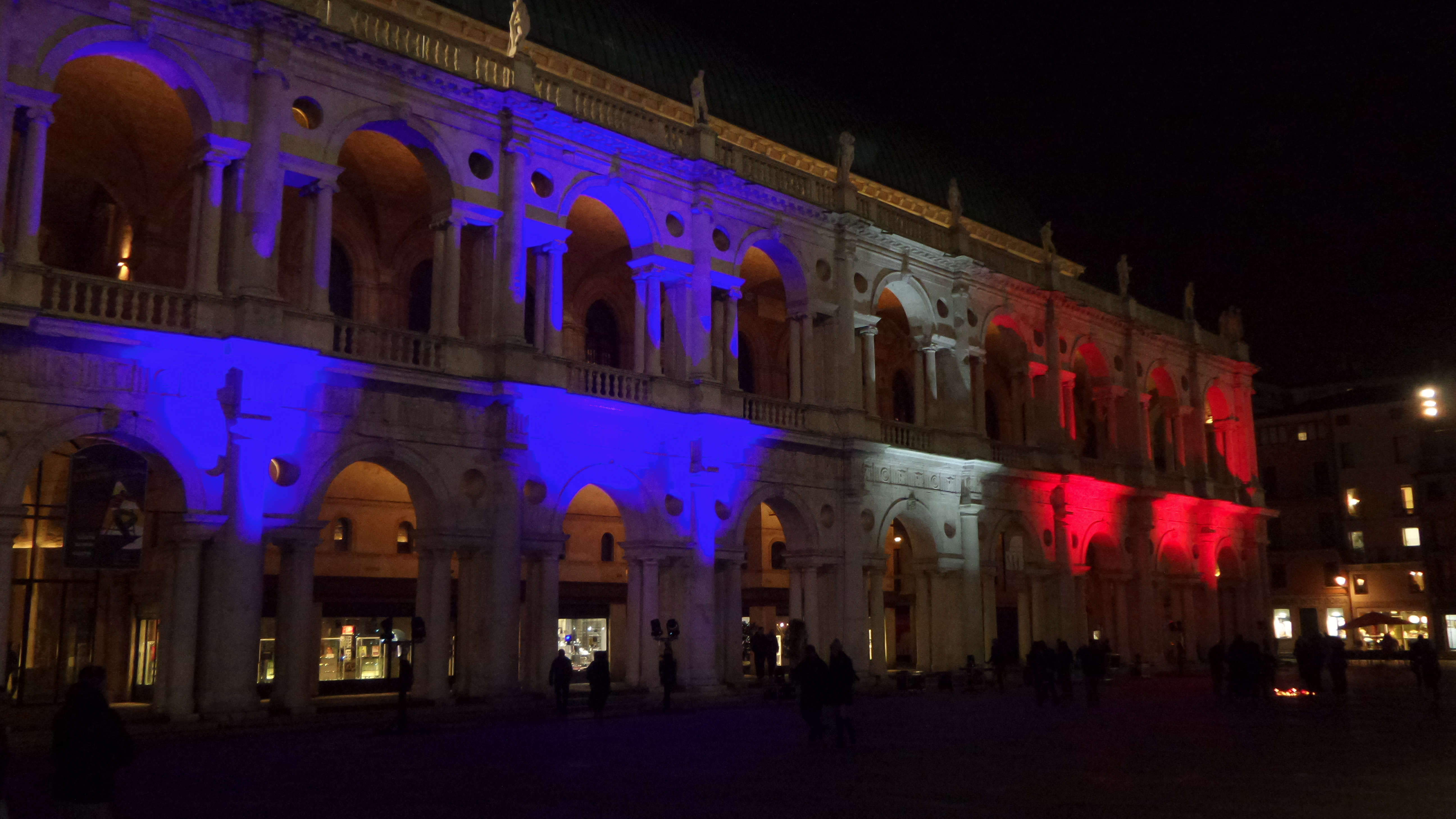
義大利維琴察 帕拉迪奧巴西利卡
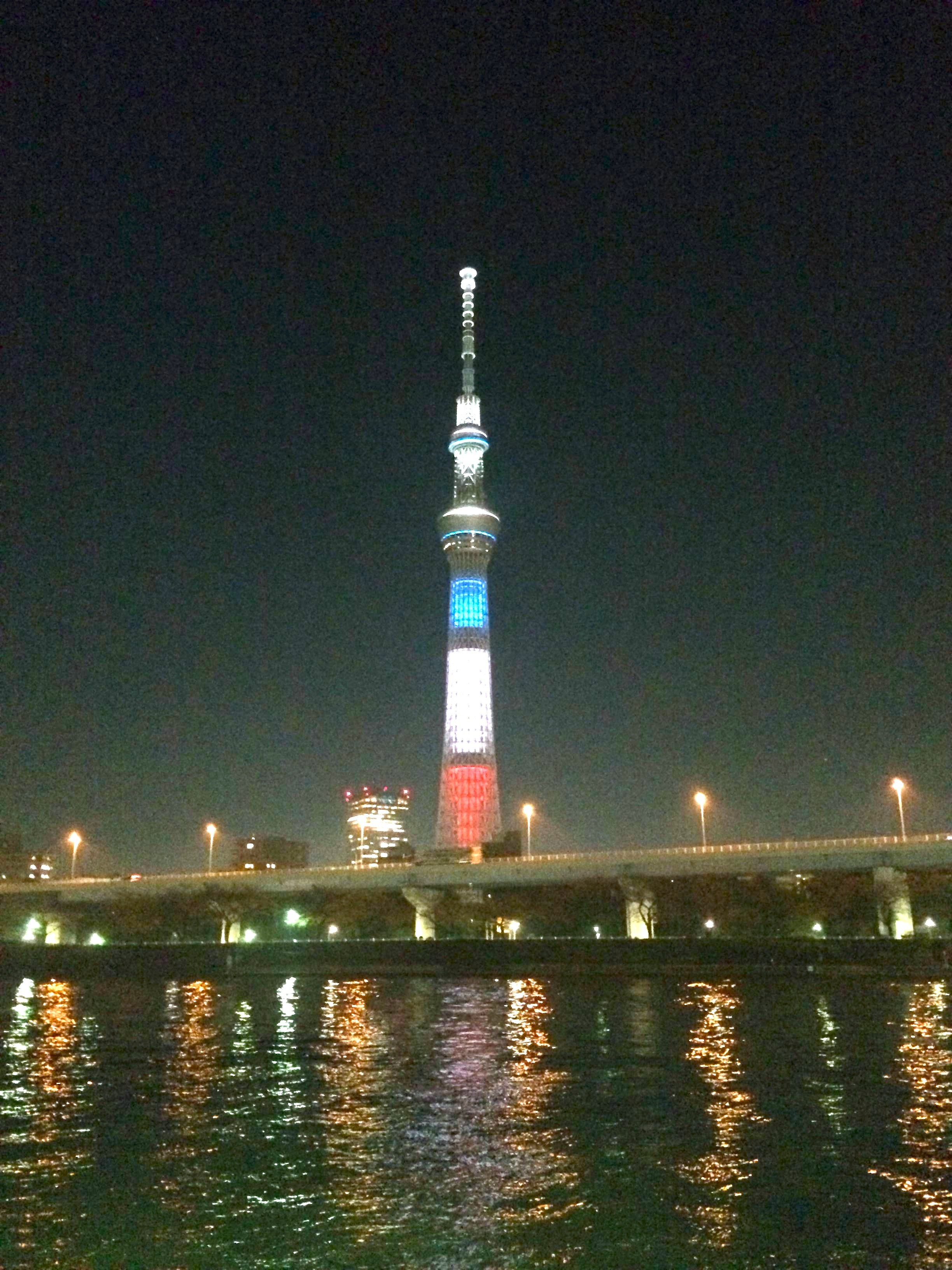
日本東京晴空塔
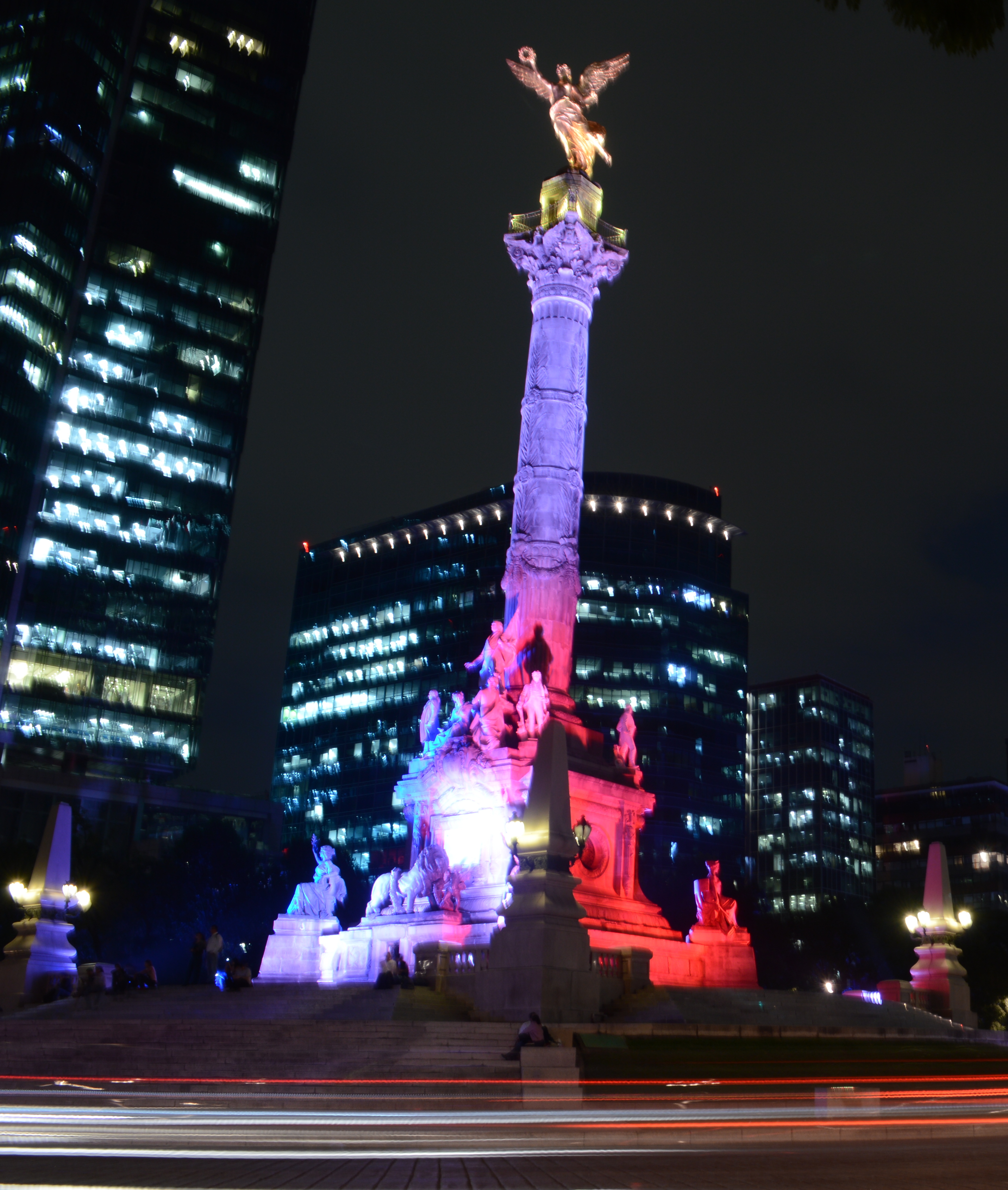
墨西哥墨西哥城 獨立紀念柱
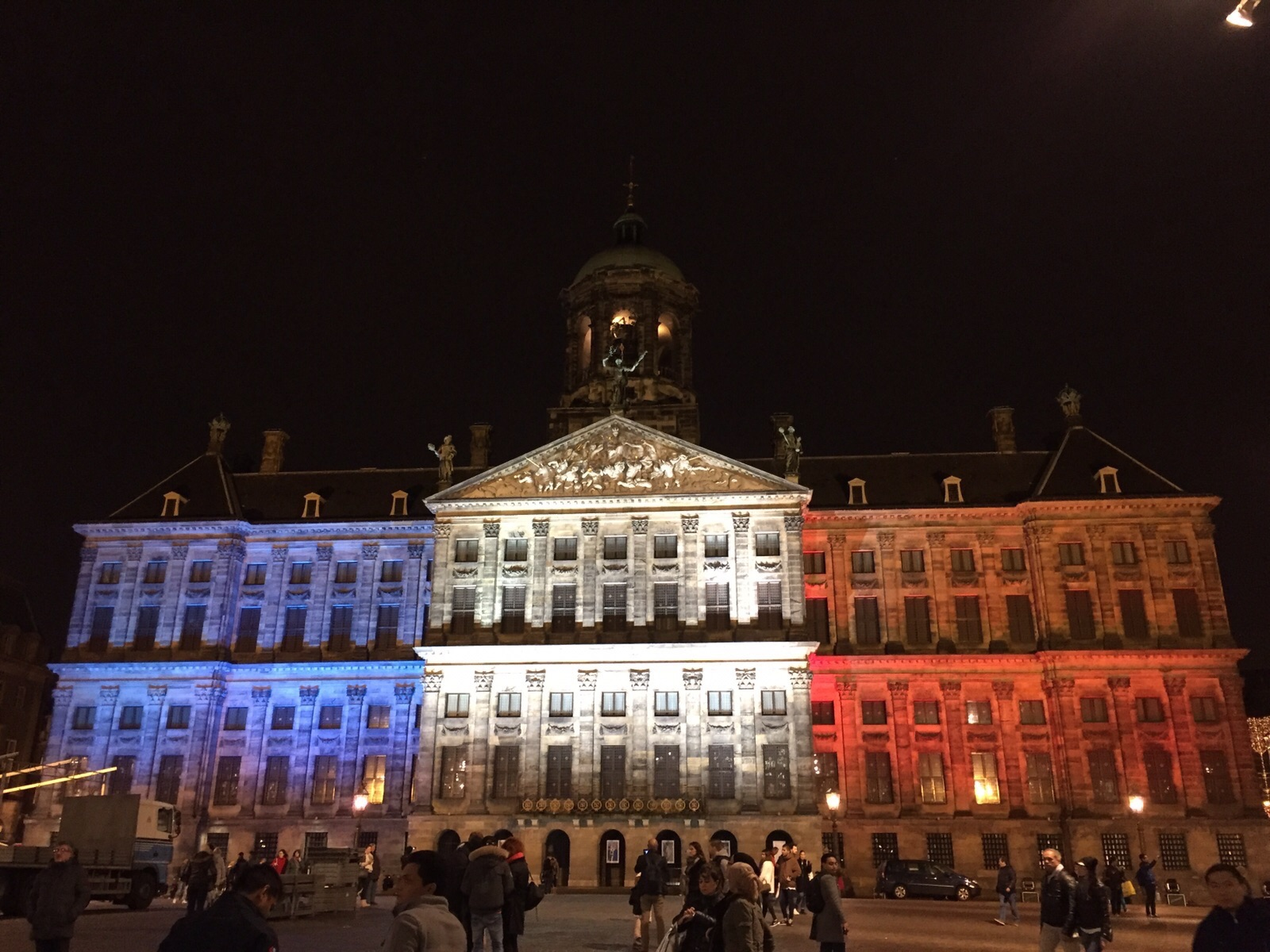
荷蘭 阿姆斯特丹王宮
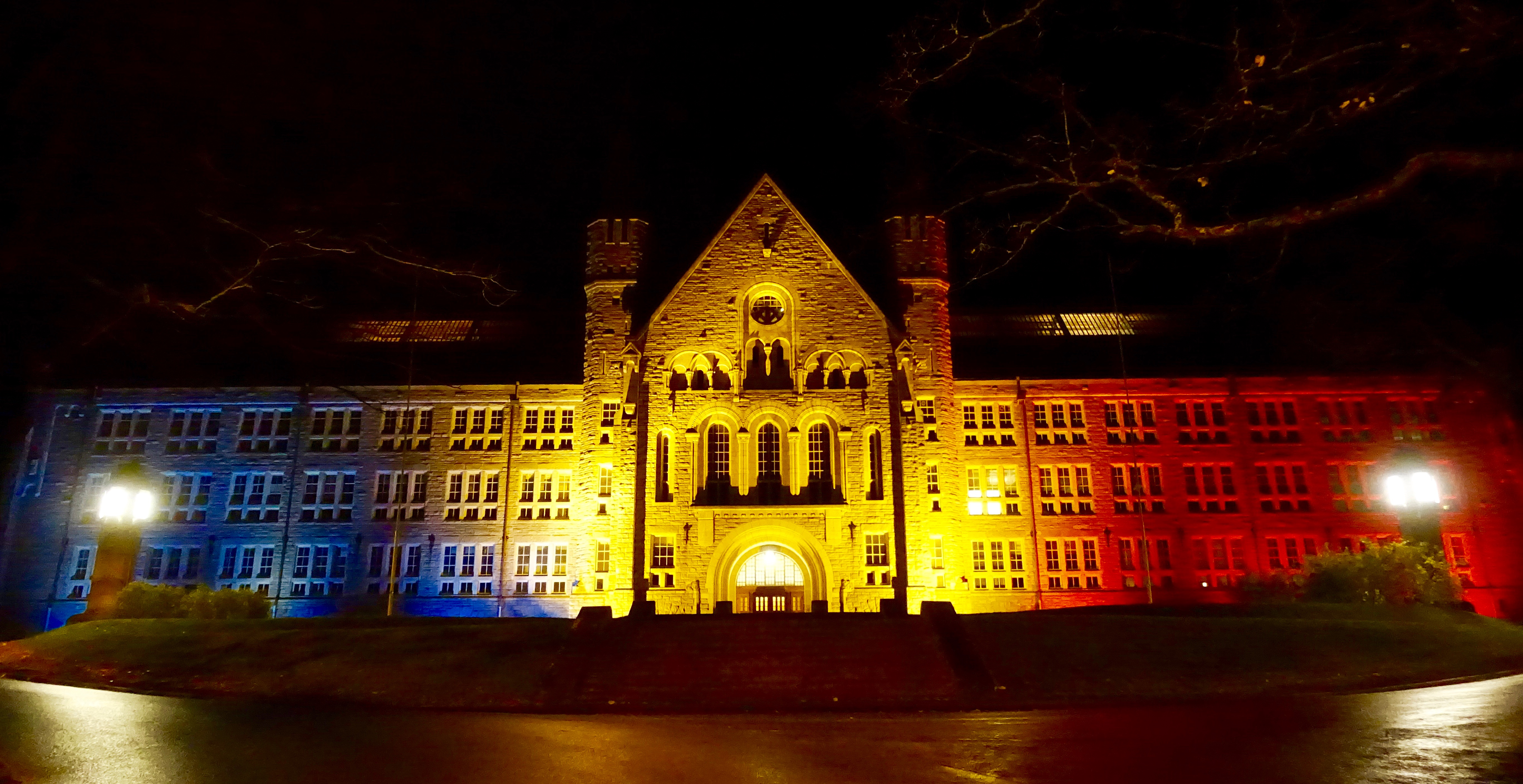
挪威特隆赫姆 挪威科技大學
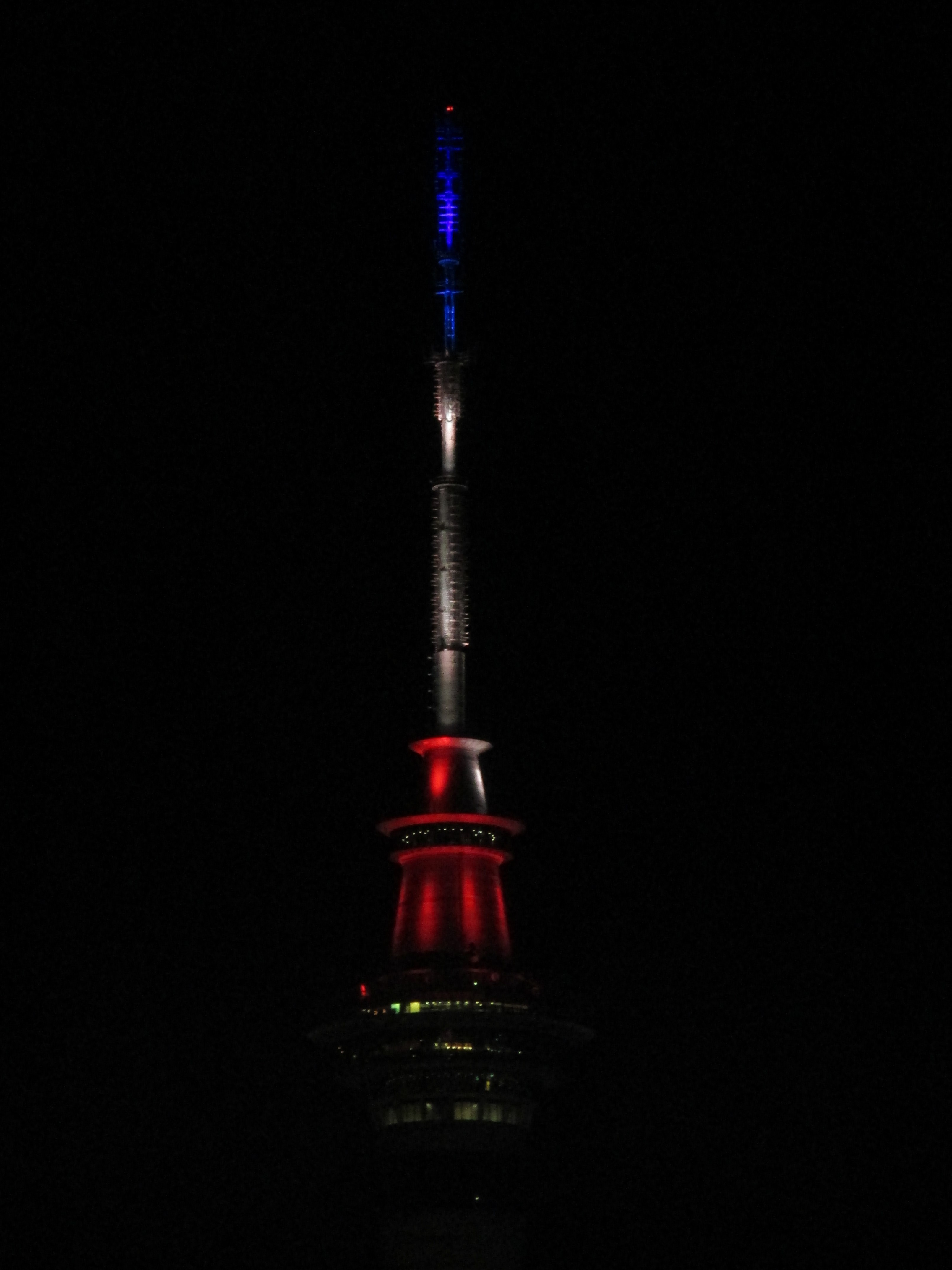
新西兰奧克蘭 天空塔
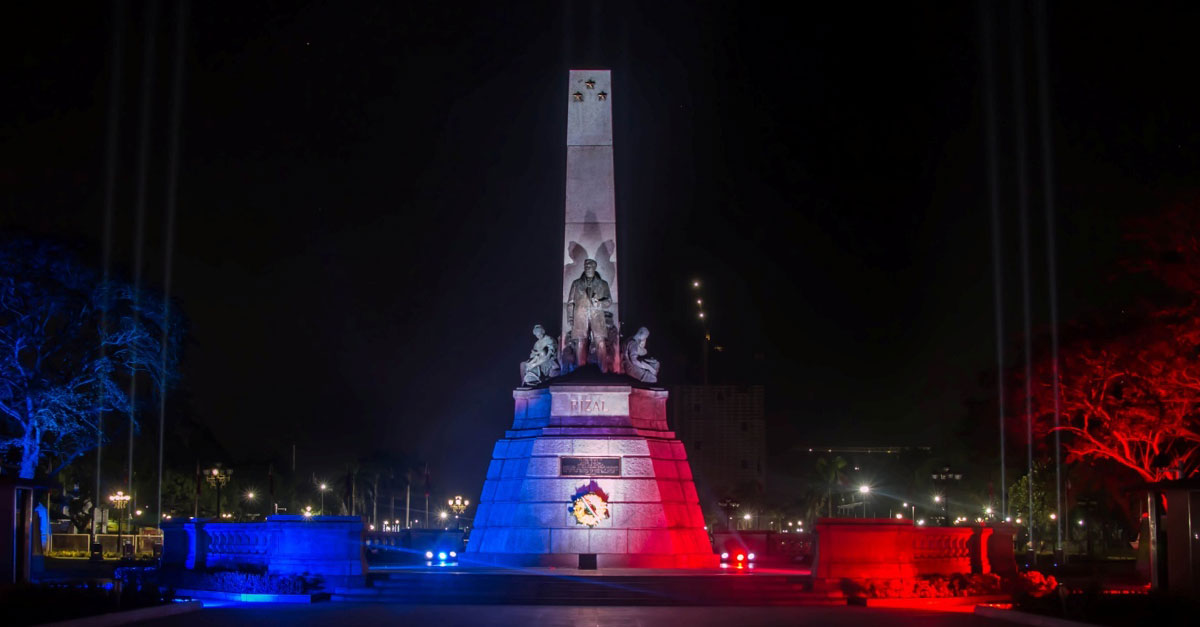
菲律賓馬尼拉 黎剎紀念碑
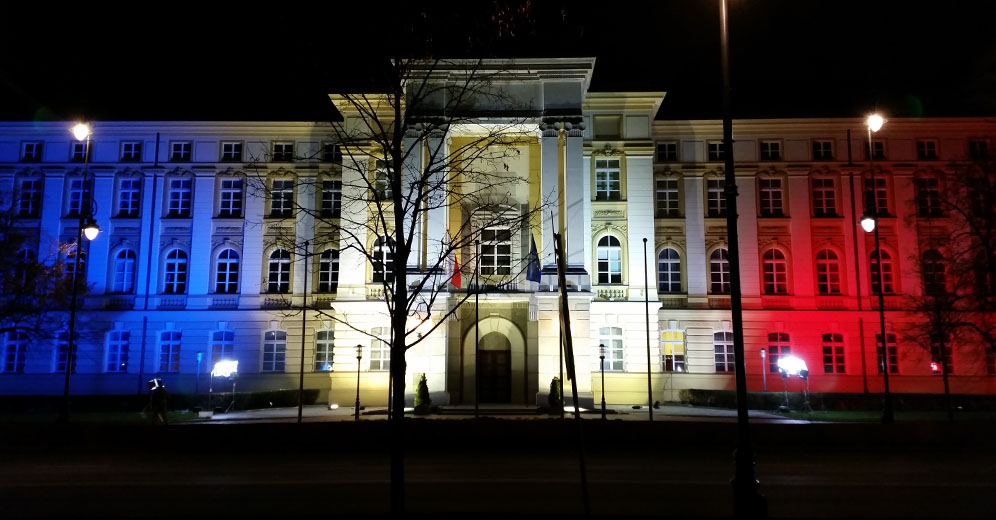
波蘭華沙總理府（英语：Chancellery of the Prime Minister of Poland）
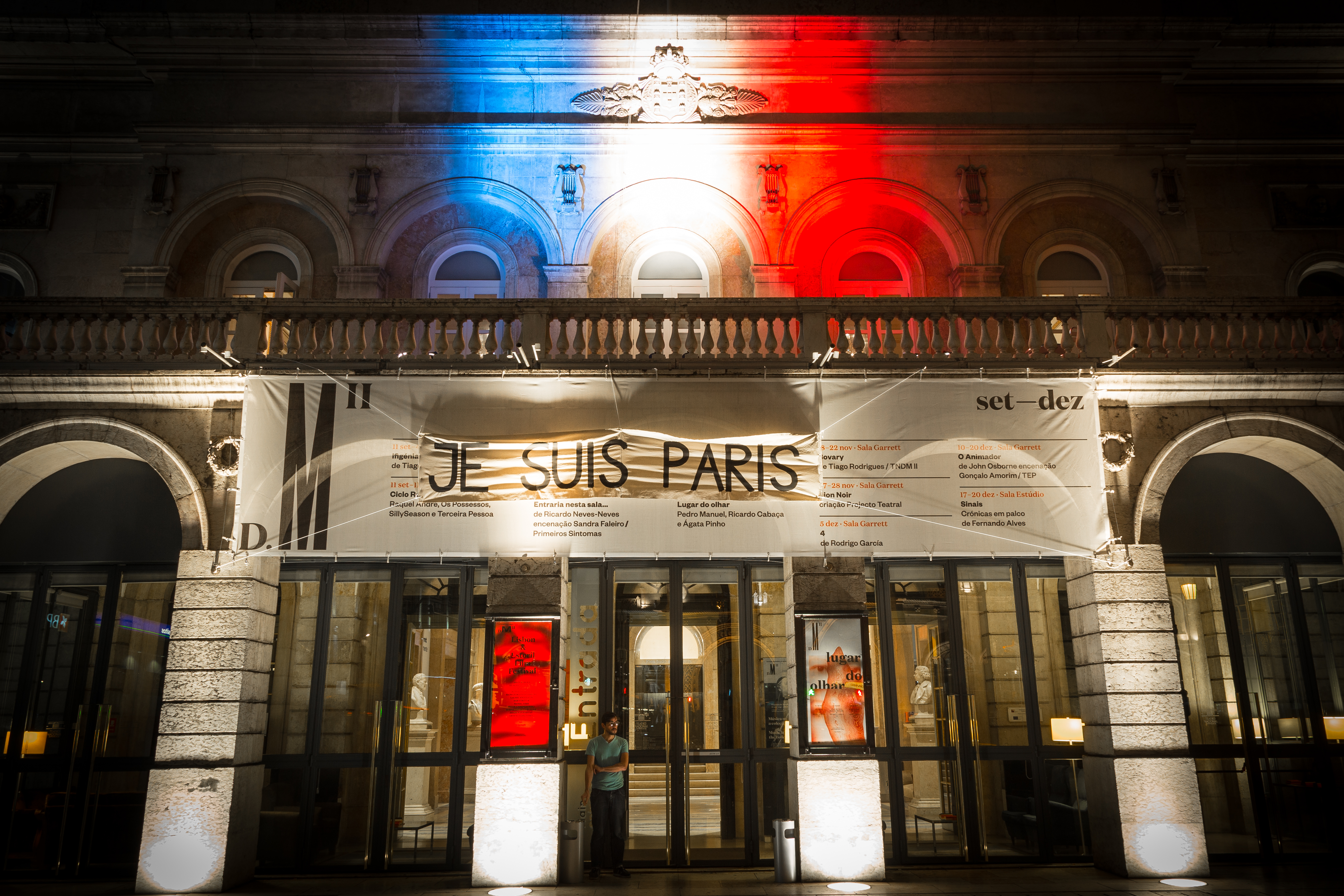
葡萄牙里斯本 瑪麗亞二世國家劇院
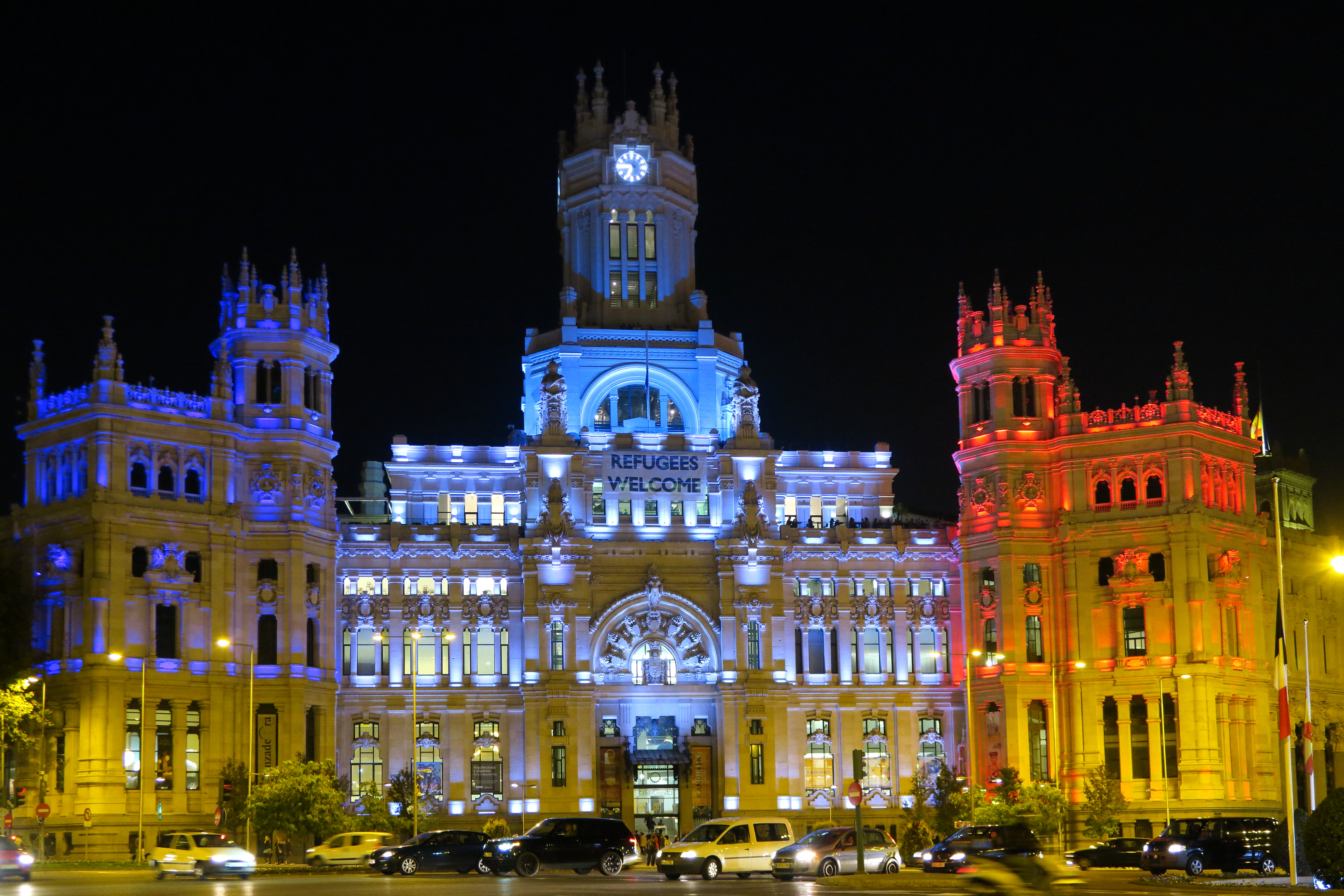
西班牙馬德里 西貝萊斯宮
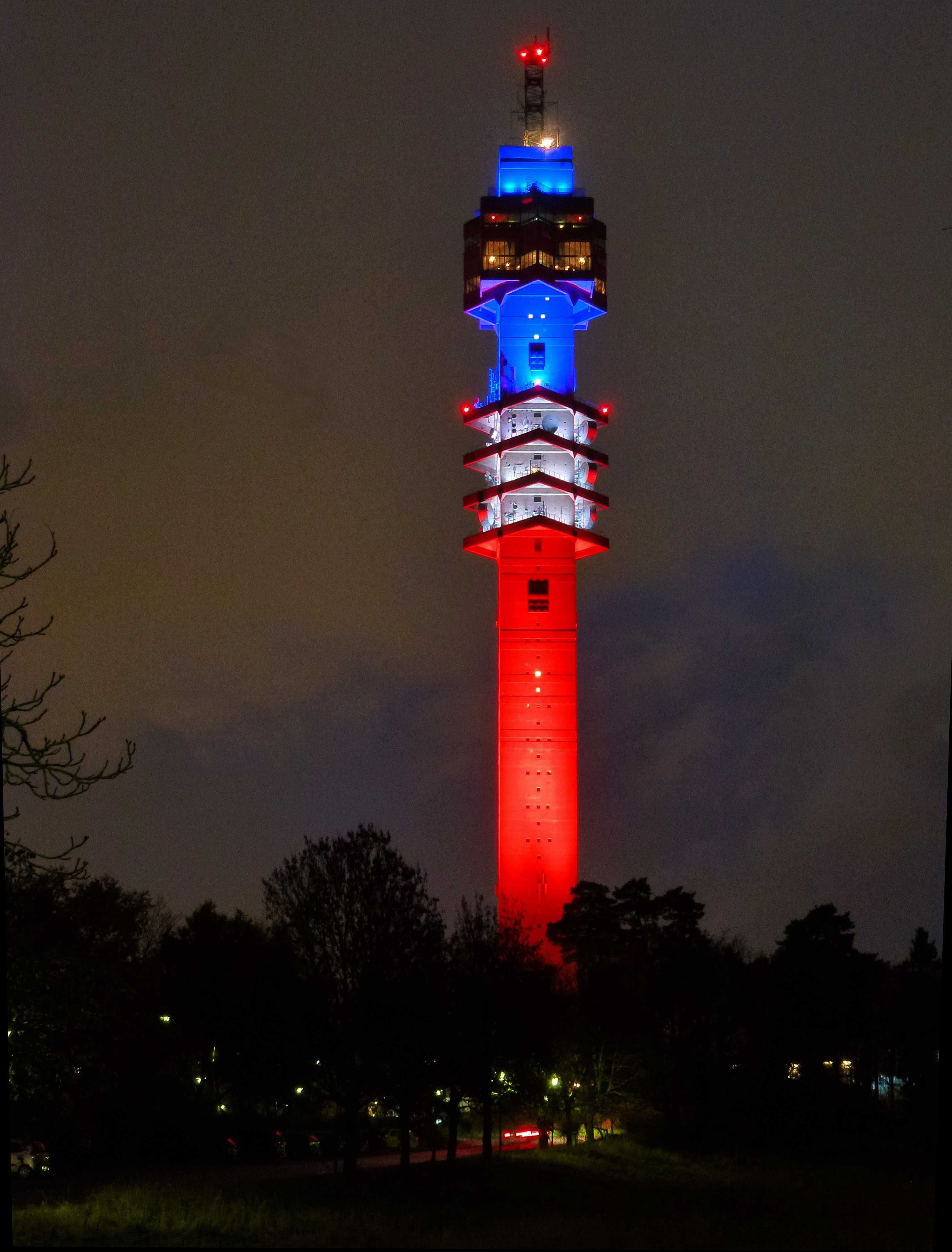
瑞典 斯德哥爾摩電視塔
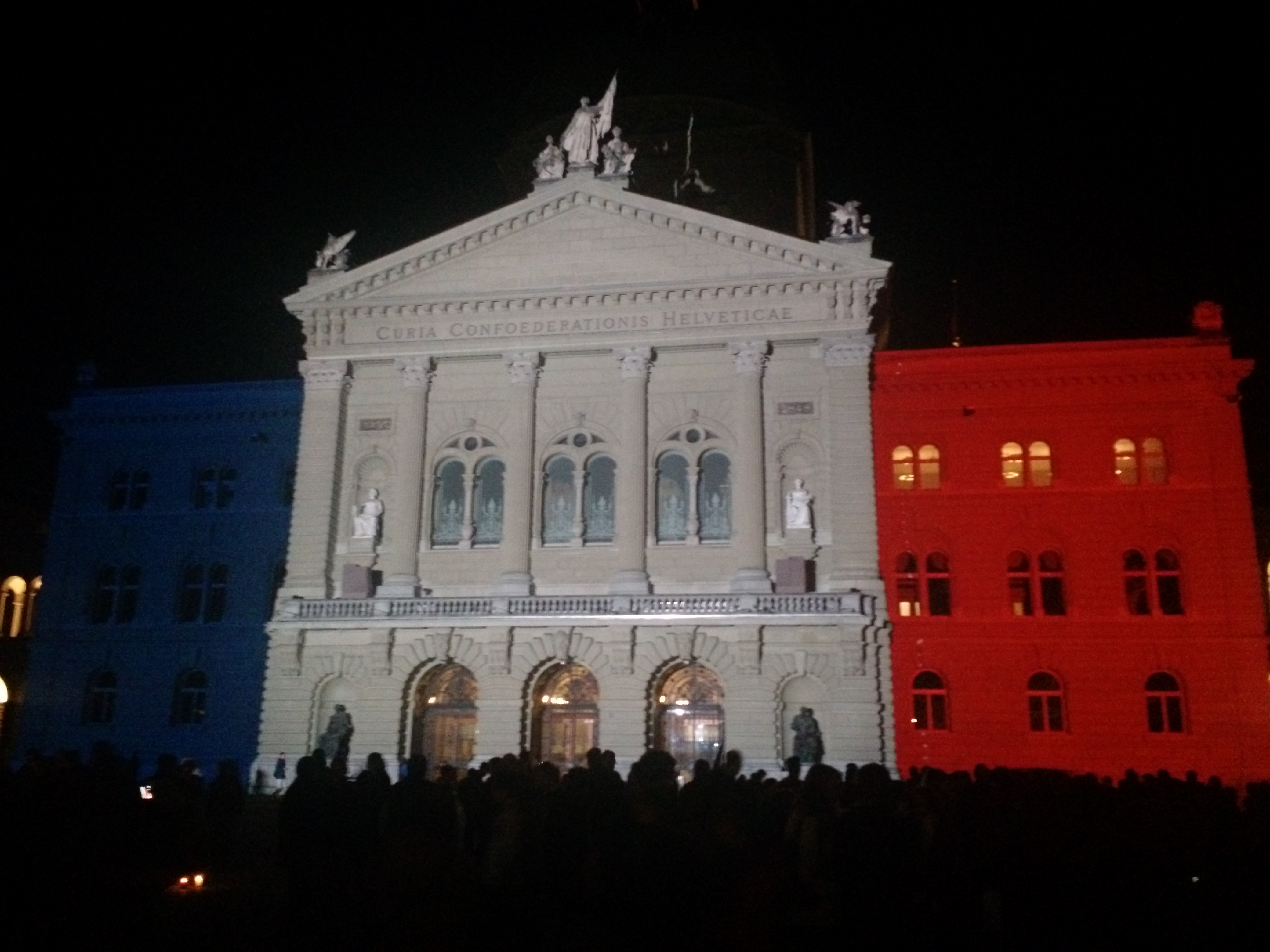
瑞士伯爾尼聯邦宮
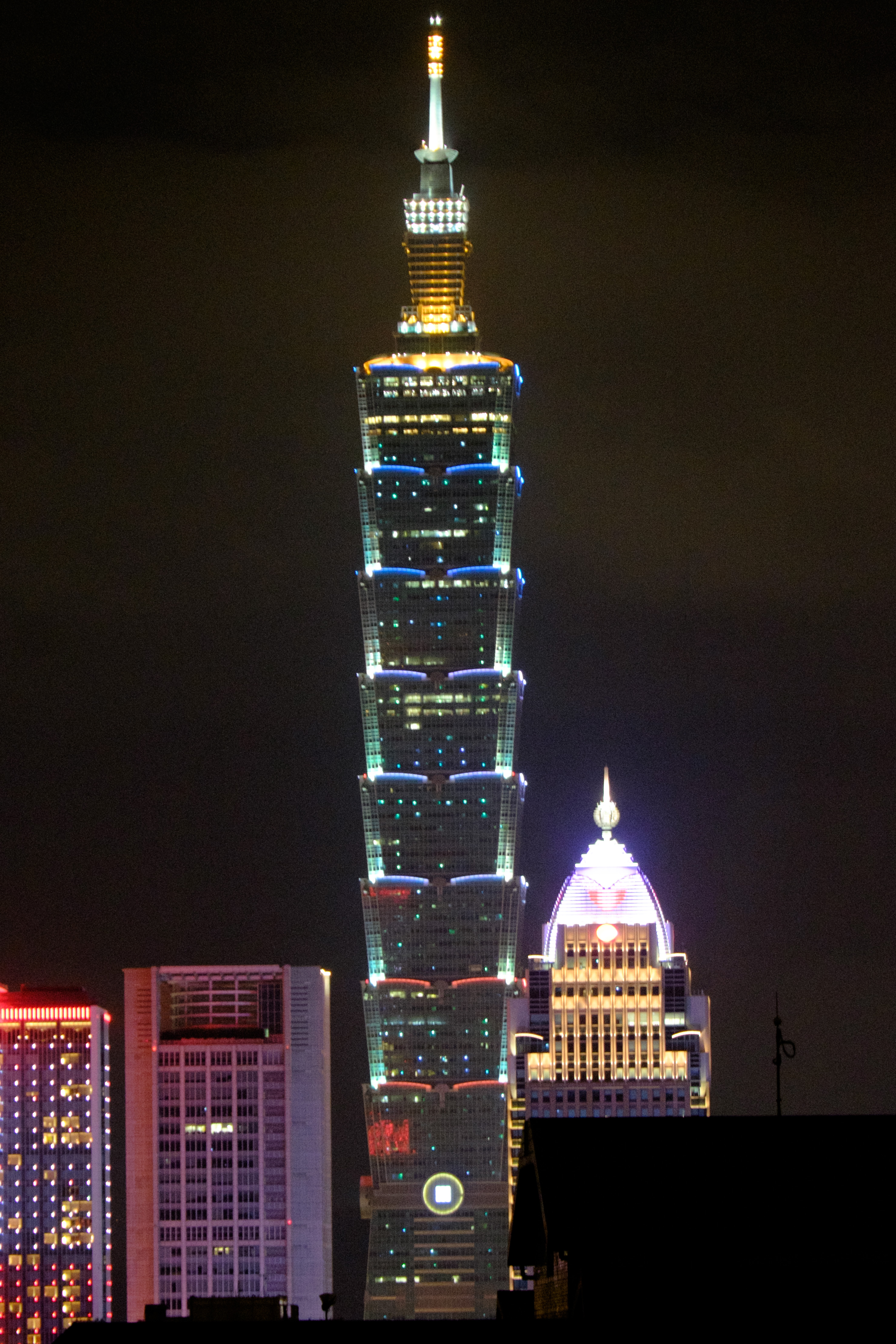
臺灣台北101
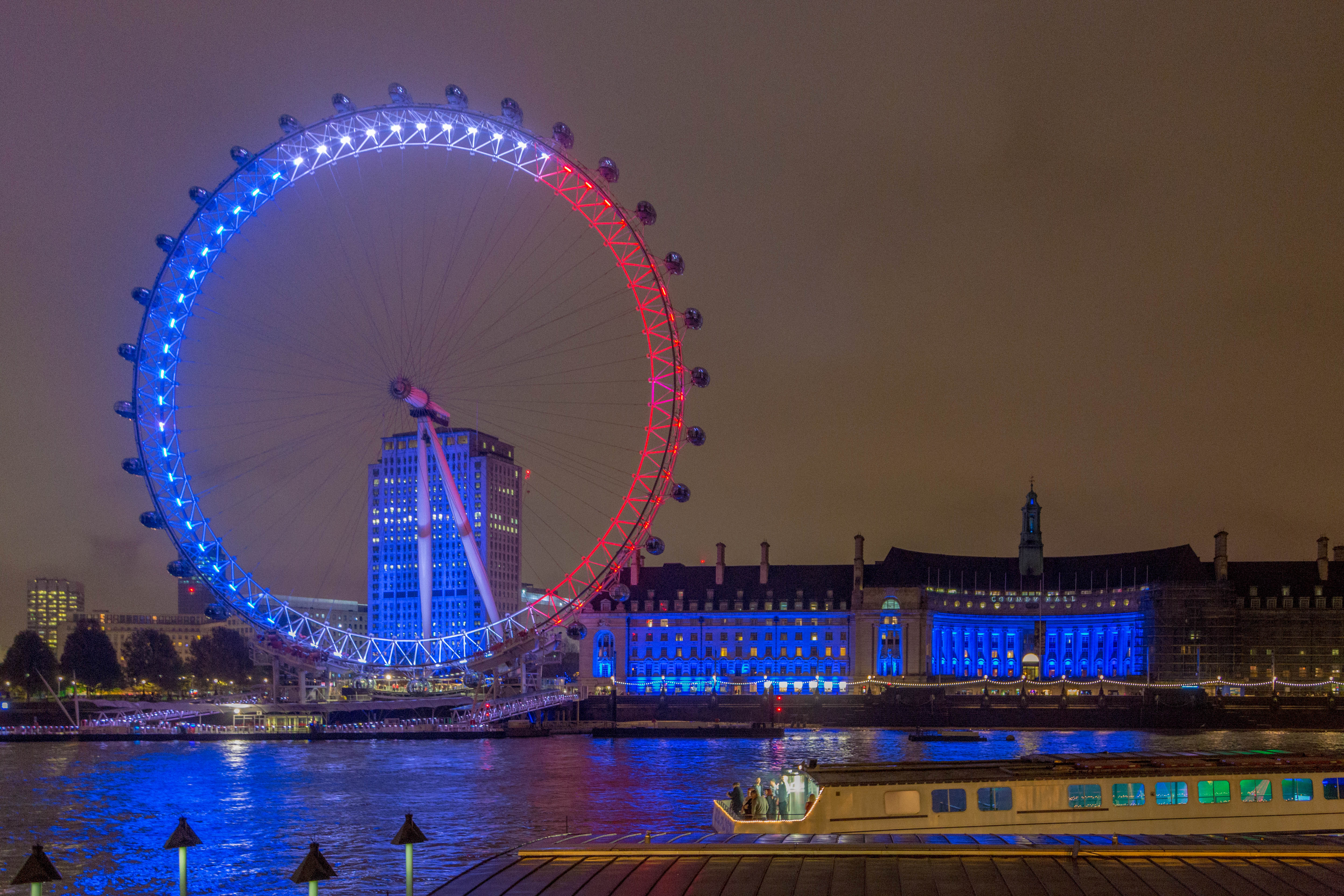
英国倫敦眼
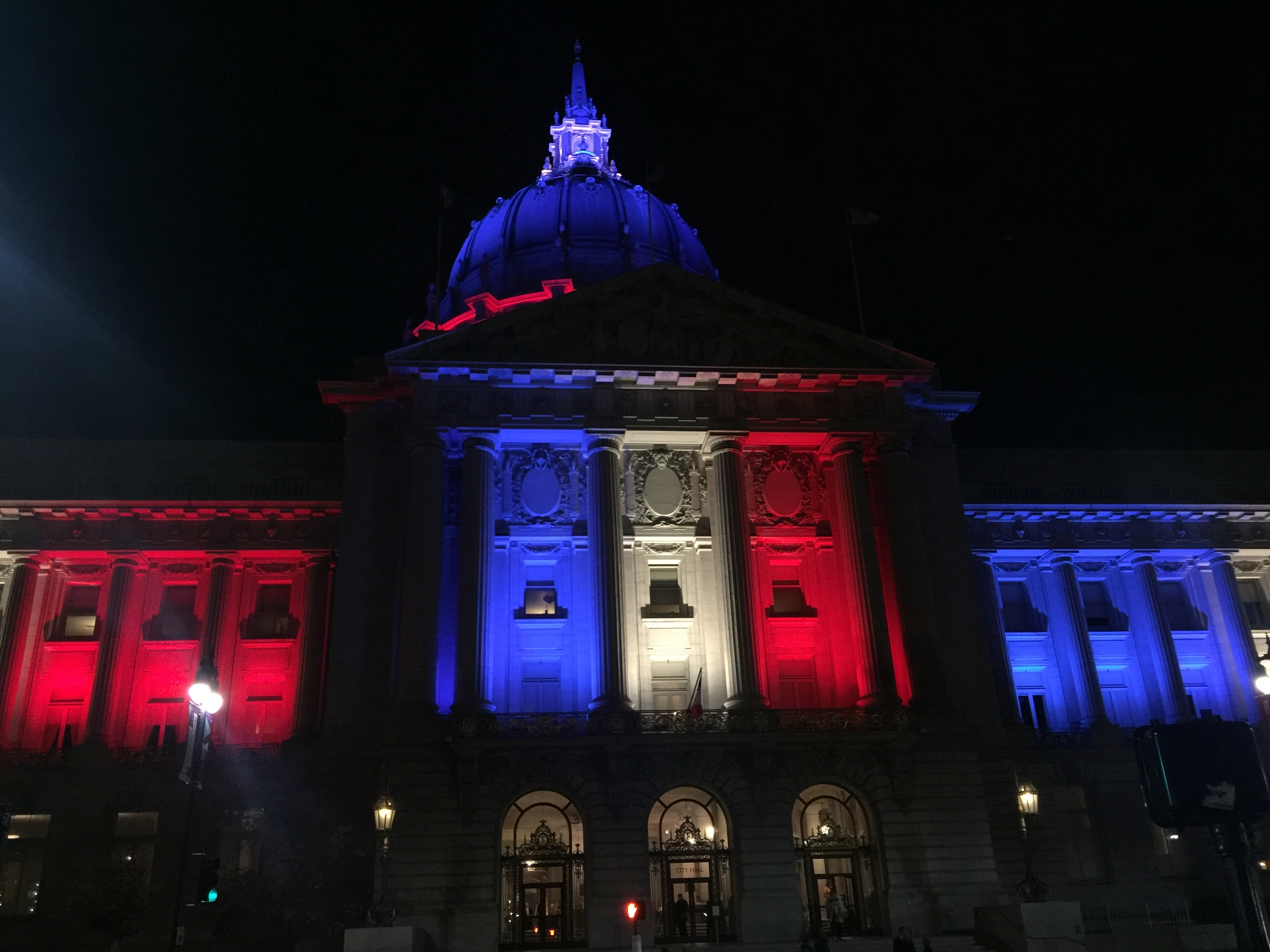
美国舊金山市政廳